# Enrico IV di Franconia
Enrico IV di Franconia (Goslar, 11 novembre 1050 – Liegi, 7 agosto 1106) fu co-re dal 1053, dal 1056 re dei Romani e imperatore romano dal 1084 fino alla sua deposizione da parte del figlio Enrico del 31 dicembre 1105 a Ingelheim.
Enrico fu l'ultimo re del medioevo romano-germanico ad ascendere al trono da minorenne. Come suo padre, concepiva la legittimità del suo governo basata principalmente sul diritto divino, rendendo perciò difficile e tesa la cooperazione con i grandi dell'impero. Già negli ultimi anni del regno di Enrico III, i conflitti sulla partecipazione dei principi al regno avevano portato a una crisi. I principi, in perenne lotta per il potere e l'influenza, usarono il periodo di minorità di Enrico, quando sua madre era responsabile degli affari di Stato in qualità di reggente, per espandere i propri domini.
Quando Enrico divenne maggiorenne, cercò di respingere l'influenza dei principi e di rafforzare i diritti reali di governo. Nel far ciò, fece affidamento sui ministeriali del regno creando in tal modo una nuova élite funzionariale. In Sassonia, ove la dinastia aveva ereditato i vastissimi possedimenti dei Liudolfingi ma non i loro legami con l'aristocrazia locale, Enrico tentò di riaffermare l'autorità regia costruendo numerosi castelli e scatenando così la ribellione dei Sassoni. Allo stesso tempo, cominciarono le dispute con l'emergente papato riformatore sulla relazione tra potere spirituale (sacerdotium) e secolare (regnum). Esse culminarono nella cosiddetta lotta per le investiture e nel 1076 portarono alla rimozione e alla scomunica del salico da parte di papa Gregorio VII. L'umiliazione di Canossa nel 1077, in cui il re si sottomise e fu liberato dalla scomunica, è considerata il culmine del conflitto con il papato. Come reazione alla crescente insoddisfazione dei grandi per il governo di Enrico, furono eletti da assemblee principesche due anti-re, Rodolfo di Rheinfelden (1077-1080) e, alla morte di questo, Ermanno di Salm (1081-1088).
I processi di cambiamento al tempo di Enrico IV diminuirono soprattutto le basi ideali della regalità, ormai in crisi. L'idea di una regalità legittimata dalla continuità dinastica diminuì di valore a vantaggio del principio della partecipazione principesca al governo dell'impero, che si impose tramite l'elezione dei re, oltre che dal concetto di idoneità del candidato. Il tentativo di Enrico di presentare il mausoleo regio-salico a Spira come la rappresentazione simbolica della connessione tra il trono e la dinastia regia non riuscì a fermare questa evoluzione di idee: il conflitto con il papato riformatore dimostrò che il re non era l'unico responsabile nei confronti di Dio, ma che poteva essere giudicato già in terra, e persino deposto.
Pochi sovrani del Medioevo furono giudicati così diversamente dai loro contemporanei: per i sostenitori della regalità salica, Enrico IV era il rappresentante dell'ufficio regio conferito unicamente da Dio, mentre per i suoi avversari non era altro che un tiranno e l'incarnazione del male per eccellenza. Nella ricerca storica, a partire dal XIX secolo, è stato spesso ritratto come un martire nella lotta della regalità per l'ottenimento di un forte potere centrale contro le forze schiaccianti della Chiesa riformatrice gregoriana e dei principi tedeschi. Ricerche più recenti sono arrivate a una valutazione più sfumata, senza però aver trovato un'immagine univoca. I numerosi giudizi negativi dei contemporanei sulla condotta di vita e sull'ufficio del re sono interpretati in modo diverso, ma sono generalmente considerati come indicatori del rovente clima politico del tempo, che era caratterizzato da dispute che risalivano a clavage fondamentali.

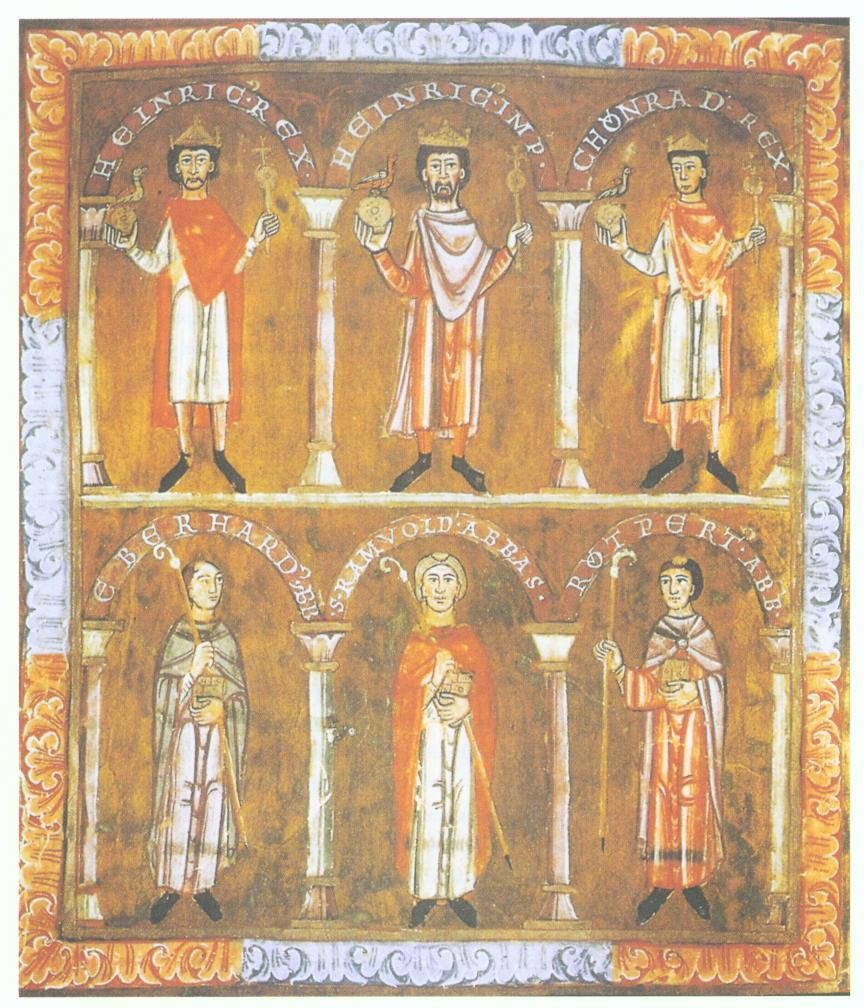
Da un evangelario di Sant'Emmerano, dopo il 1106: nella fila superiore, l'imperatore Enrico IV (Heinricus imperator) tra i suoi figli. Alla sua destra Corrado (Chuonradus), che era morto in opposizione al padre nel 1101, e alla sua sinistra Enrico V (Heinricus rex) con i suoi tipici baffi. Nella fila inferiore i tre abati san Ramwold (974–1000), Eberardo (1060–1068) e Rupert (1068–1095) del monastero di Sant'Emmerano a Ratisbona. L'idea della continuità dinastica è chiaramente espressa: entrambi i figli, nonostante le loro ribellioni, stanno all'unisono accanto al padre nella stessa posizione dominante con le stesse insegne in mano. Cracovia, Biblioteca della Cattedrale 208, fol. 2v.

## Biografia

### Origini e infanzia

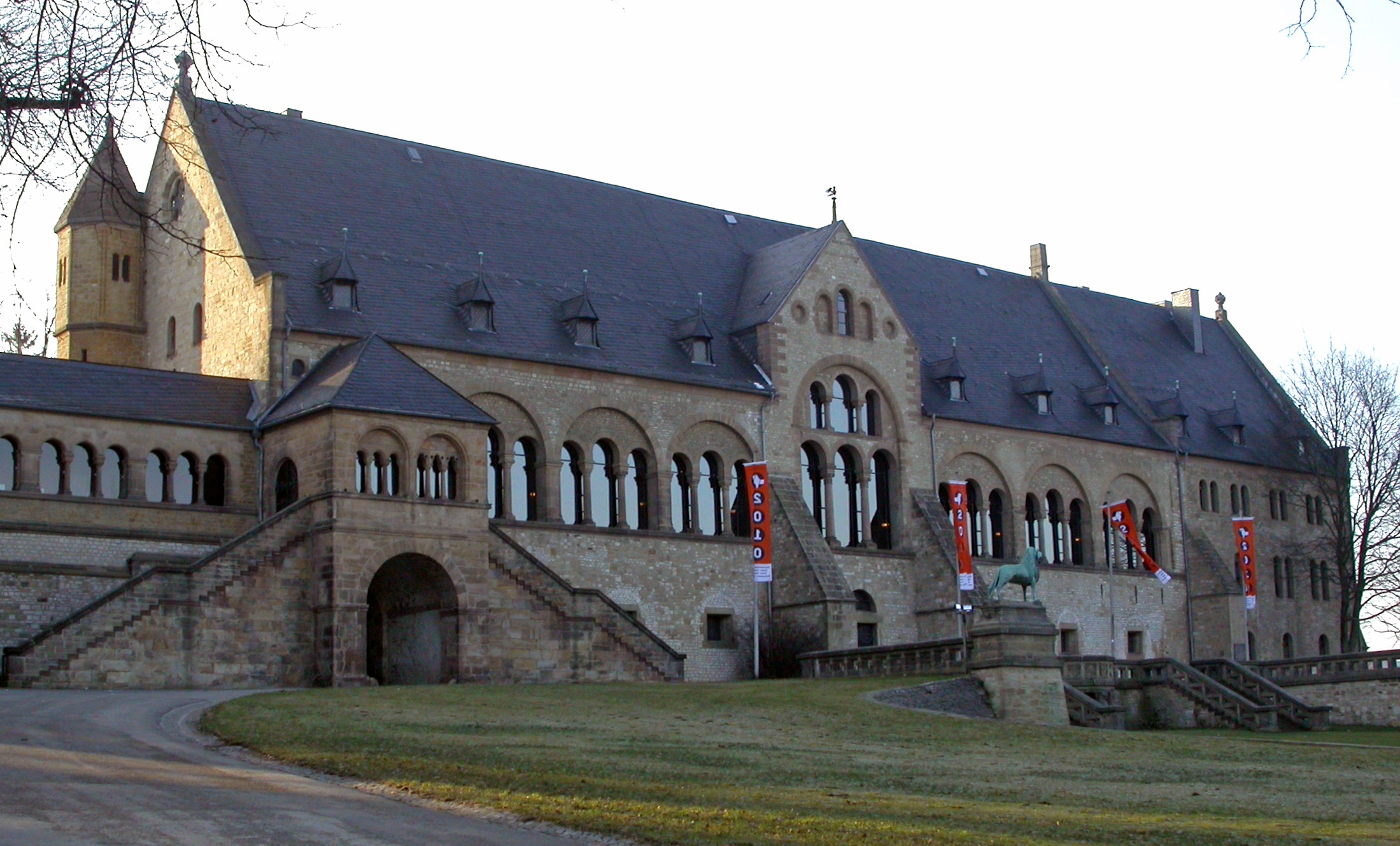
Presunto luogo di nascita di Enrico, il palazzo imperiale di Goslar

L'11 novembre 1050 Agnese di Poitou, la seconda moglie dell'imperatore Enrico III il Nero, diede alla luce il tanto atteso erede al trono nel palazzo imperiale di Goslar. I genitori inizialmente gli diedero il nome di suo nonno, Corrado. L'imperatore aveva dovuto attendere a lungo un erede al trono: il suo matrimonio con Gunilde di Danimarca, figlia di Canuto il Grande, aveva fruttato solo una figlia, Beatrice, e anche il suo secondo matrimonio con Agnese aveva fino a quel momento fruttato solo altre tre figlie, Adelaide (1045), Gisella (1047) e Matilde (1048). Già nel Natale del 1050 a Pöhlde Enrico fece giurare fedeltà verso il figlio ancora non battezzato ai grandi presenti. Nella Pasqua successiva a Colonia, l'arcivescovo Ermanno II battezzò il bambino con il nome di Enrico. La scelta dell'abate Ugo di Cluny come padrino fu espressione degli stretti legami della casa regnante salica con le correnti religiose dell'epoca, legame dovuto al fatto la stirpe di Agnese aveva fondato il monastero di Cluny.
Il governo di Enrico III fu segnato da numerosi conflitti gravi e duraturi con i grandi dell'impero. Enrico insisteva nell'affermare il potere e l'autorità regia, il che lo poneva molto al di sopra dei principi. Con questo atteggiamento, però, si discostò dalla clementia tipica dei Liudolfingi. Le avvisaglie di una crisi del modello di governo erano già evidenti sotto Enrico III. I grandi Corrado di Baviera, Gebeardo III di Ratisbona, Guelfo IV di Carinzia e Goffredo il Barbuto si ribellarono alla prepotenza regia e al suo stile di governo autocratico, che era unicamente vincolato dalla responsabilità diretta verso Dio. L'opinione contemporanea è espressa da Ermanno di Reichenau in relazione alla ribellione di Corrado nel 1053: «A quel tempo, sia i grandi dell'impero sia i minori si lamentavano sempre più dell'imperatore, lamentandosi che da tempo si era allontanato dall'atteggiamento iniziale di giustizia, amore per la pace, pietà, timore di Dio e molteplici virtù, in cui avrebbe dovuto fare progressi quotidiani, gradualmente sempre più verso un desiderio di guadagno e una certa negligenza, e presto sarebbe stato molto peggio di quello che era». Una grande coniuratio nel 1055 dei principi della Germania meridionale Guelfo IV di Carinzia e del duca bavarese Corrado, che era stato deposto nel 1053, mirava a privare Enrico III dell'ufficio regio e della sua stessa vita, procedendo quindi a installare Corrado come suo successore, ma la rivolta fallì, poiché entrambi i leader morirono improvvisamente alla fine del 1055.
Già nei primi anni di vita del figlio del re, nei circoli dei principi si temeva che avrebbe «seguito le orme del padre nel carattere e nel modo di vivere». Quando l'imperatore fece eleggere suo figlio come successore alla carica regia nel 1053 nel palazzo reale di Trebur, a sud di Magonza sulla riva destra del Reno, i grandi dell'impero, secondo Ermanno di Reichenau, espressero una riserva che non si era mai vista nella storia dell'elezione dei re: essi avrebbero seguito il nuovo re se fosse diventato "un sovrano giusto" (si rector iustus futurus esset); questa fonte è stata molto spesso ritenuta dagli storici come mai accaduta, condizionata dagli eventi dei decenni seguenti, anche se ciò non è ritenuto impossibile, in quanto, nel momento dell'elezione, il sovrano aveva fallito nella campagna svoltasi nel 1051-1052 per assoggettare l'Ungheria, papa Leone IX, alleato di Enrico III, era stato rapito dai Normanni e il duca Corrado di Baviera era stato deposto dal sovrano dal suo ducato, attirandosi l'inimicizia di molti nobili; tutto ciò poneva Enrico III in una situazione politica non favorevole, che potrebbe aver indotto i principi a elaborare la richiesta di una futura elezione del pargolo, impedendo una successione automatica, per di far sì che il sovrano cambiasse stile di governo, oltre che trovare un mezzo di pressione futuro su Enrico IV. Il sovrano si garantì la successione del figlio, all'epoca di quattro anni, con la sua incoronazione a re ad Aquisgrana, il 17 luglio 1054, da parte dell'arcivescovo di Colonia Ermanno II. Enrico III organizzò anche il suo futuro matrimonio: nel Natale del 1055 l'erede al trono fu fidanzato con Berta di Savoia, che aveva un anno di meno. Questo era forse inteso a obbligare la famiglia della sposa a essere leale e a creare un contrappeso ai margravi di Tuscia della stirpe dei Canossa, dato che la loro ereditiera Beatrice aveva sposato Goffredo il Barbuto, un ostinato avversario di Enrico III.

### Regno dellaKaisermutterAgnese
Il 5 ottobre 1056 Enrico III morì nel palazzo reale di Bodfeld nella catena montuosa dell'Harz. Mentre era ancora sul letto di morte, l'imperatore fece in modo che la successione al trono di suo figlio fosse confermata da una nuova elezione. L'organizzazione della successione fu affidata a papa Vittore II, che in quanto ex cancelliere e vescovo di Eichstätt aveva una grande autorità nell'impero (successivamente il ruolo del papa tedesco venne enfatizzato dalla fazione gregoriana). Mentre era a Bodfeld, Vittore cercò di ottenere il consenso di coloro che erano ancora all'opposizione. Dopo la sepoltura dell'imperatore, la corte si recò ad Aquisgrana e il re bambino venne posto sul trono di Carlo Magno, venendo probabilmente di nuovo unto e incoronato, inaugurando ufficialmente il regno di Enrico IV; non sembra che avvenne una nuova elezione, e i grandi del regno fecero un giuramento al neo sovrano. All'inizio di dicembre, in un Hoftag, il papa riuscì a riconciliarsi definitivamente con Goffredo il Barbuto e sua moglie Beatrice: essi erano già stati perdonati pochi mesi prima, in estate o in autunno dal sovrano, ed era riuscito, prima della sua inaspettata morte, a creare un clima politico favorevole alla successione, che avvenne senza intoppi. Poche settimane dopo a Natale, in un Hoftag a Ratisbona, raggiunse un accordo con i ribelli in Baviera. Agnese di Poitou avrebbe preso in mano gli affari di Stato per conto del re e figlio minorenne, anche se non risulta che Enrico III nominò direttamente la moglie reggente. Quando Vittore II partì per l'Italia nel 1057 e vi morì nell'estate dello stesso anno, la reggente perse il suo più importante collaboratore, causando inoltre l'interruzione del legame con le forze della riforma della chiesa presso la Curia romana.
La preoccupazione per il destino dell'impero inizialmente mise in secondo piano gli interessi contrastanti dei principi; il dominio del re bambino era indiscusso. I principi fecero ad Agnese numerose concessioni per la sua amministrazione del governo. L'imperatrice mantenne il ducato di Baviera, succeduta al titolo al figlio morto poco tempo prima Corrado (anche se di fatto, come nel caso del figlio, era un titolo nominale che garantì all'imperatrice, secondo Lamberto di Hersfeld, solo le rendite del ducato e non la sua effettiva amministrazione, concesso da Enrico III come possedimento personale e non come beneficio); inoltre le fu concesso il diritto di designazione di un nuovo sovrano in caso di prematura morte del figlio Enrico IV, come risulta da una lettera di Gregorio VII del 3 settembre 1076, eventualità non affatto improbabile, vista la morte poco tempo prima del fratello di soli tre anni Corrado. L'inizio gli auspici della reggenza erano promettenti. Nel settembre 1058 Agnese riuscì a siglare un trattato di pace con il re ungherese Andrea. Nel corso del tempo, tuttavia, le pressioni politiche e gli interessi personali al potere limitarono sempre più la libertà di manovra dell'imperatrice. Nel 1057 Rodolfo di Rheinfelden rapì la figlia imperiale Matilde e in tal modo costrinse la reggente a elevarlo a duca di Svevia; sembra però, molto probabilmente che il rapimento non avvenne, e che l'imperatrice cercò di impalmare pacificamente sua figlia a Rodolfo (che aveva la delega per gli affari borgognoni) in modo da assicurare il trono al figlio. Quando il conte Bertoldo I di Zähringen si rivoltò contro questa decisione, poiché il defunto Enrico III gli aveva promesso questo ducato, Agnese dovette compensarlo nel 1061 con il ducato di Carinzia, che era diventato nel frattempo vacante. Nel 1061 Agnese trasferì il suo ducato di Baviera al sassone Ottone di Northeim, probabilmente a seguito dei coinvolgimenti ungheresi. La rinuncia al potere diretto sui ducati diminuì la base materiale del re e diede alle nuove famiglie aristocratiche, gli Zähringen, i Northeim e i Rheinfelden, i quali divennero avversari di Enrico, la possibilità di espandere il proprio dominio.
Nei circoli dell'imperatrice aumentò l'influenza dei servi reali non liberi, i ministeriali. Il ministeriale Cuno assunse il compito dell'educazione del giovane re. Anche altri ministeriali acquisirono influenza politica, e i principi presto non si ritennero più adeguatamente coinvolti nel governo. Come consigliere politico, Agnese favorì particolarmente il vescovo Enrico II di Augusta dal 1058 in poi, sbilanciando ulteriormente la già instabile struttura della partecipazione aristocratica al governo reale. Uomini influenti come l'arcivescovo Annone II di Colonia o l'arcivescovo Sigfrido I di Magonza si videro ignorati. Numerose voci circolavano sulla posizione di Enrico II di Augusta a corte e sul suo stretto rapporto con l'imperatrice. Secondo Lamberto di Hersfeld, ostile a Enrico IV, Agnese «non poteva sfuggire al sospetto di un amore lascivo, perché si vociferava generalmente che una relazione così confidenziale non sarebbe potuta crescere senza un rapporto immorale». La voce quasi sfidava i principi a rovesciare l'imperatrice, «perché vedevano che a causa del suo amore personale per un uomo, la loro influenza, che avrebbe dovuto essere la più importante nell'impero, era stata quasi completamente cancellata».

### La disputa degli arcivescovi per il potere e l'influenza con il re e l'impero

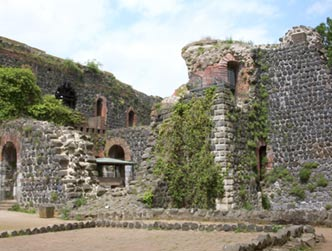
Rovine del palazzo di Kaiserswerth

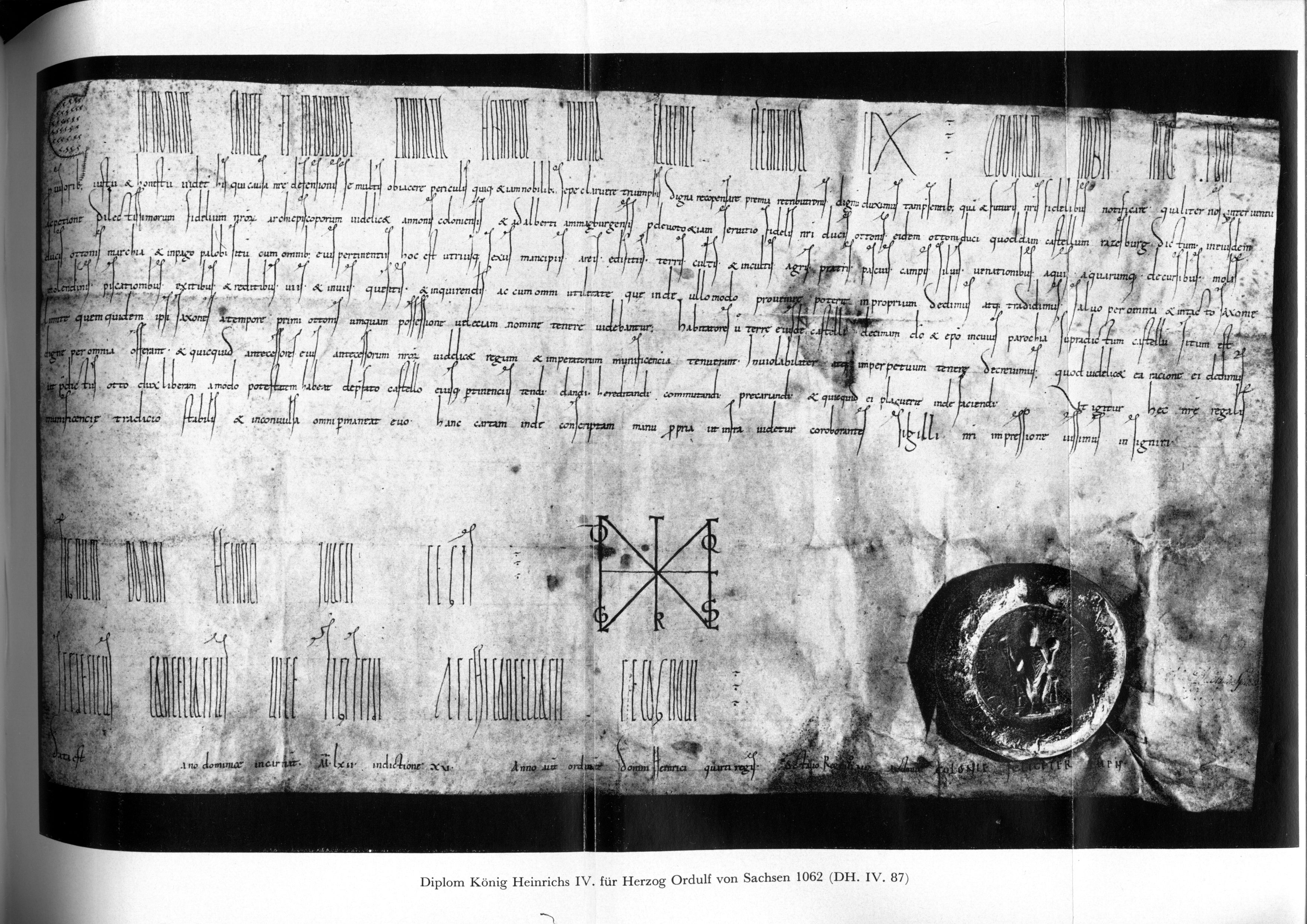
Documento di Enrico IV del 1062 per il duca Ordulfo di Sassonia. Karlsruhe, Generallandesarchiv.

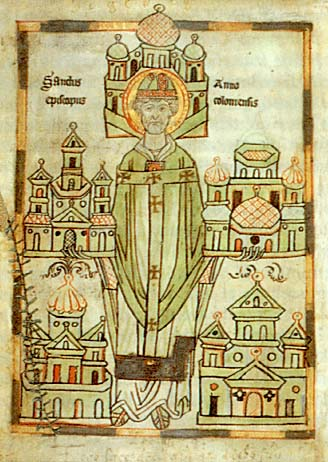
La Vita Annonis Minor dell'arcivescovo di Colonia Annone fu scritta sotto l'abate Gebeardo I (1173–1185?) nel corso dei preparativi per la canonizzazione di Annone. La miniatura sul frontespizio (fol. 1v) mostra il santo in piedi "Sanctus Anno episcopus Coloniensis" in paramenti episcopali con casula e pallio, circondato dalle chiese da lui fondate: nelle sue mani le collegiate di Santa Maria ad Gradus (1057) e San Giorgio (1067) a Colonia, ai piedi le abbazie benedettine Saalfeld in Turingia (1063) e di Grafschaft im Sauerland (1073), alla testa l'abbazia benedettina di Siegburg (1064).

Nella primavera del 1062 un gruppo di grandi laici ed ecclesiastici si riunirono sotto la guida dell'arcivescovo Annone di Colonia per scalzare dal potere il vescovo Enrico di Augusta e l'imperatrice madre Agnese e portare il re sotto il loro controllo. I congiurati, tra i quali, oltre ad Annone di Colonia, sono nominati il duca Ottone di Northeim e il cugino del re e conte Egberto di Braunschweig (anche se certamente i congiurati erano molto più numerosi), attirarono su una nave il re undicenne durante il soggiorno dell'imperatrice nel palazzo reale di Kaiserswerth sul Basso Reno e lo portarono a Colonia contro la sua volontà. Con questo rapimento, durante la quale, secondo la cronaca di Niederaltaich, vennero prese anche le insegne imperiali, i principi cercarono di ripristinare la loro influenza sugli affari imperiali. Altri motivi menzionati nelle fonti sono la volontà di governare, la preoccupazione per l'educazione del re, la critica al regime dell'imperatrice e il ripristino dell'ordine nell'impero. Questa scelta fu favorita dal momento politico, in quanto l'esercito reale venne sconfitto in Ungheria nel 1060, oltre che la rottura tra la reggente e il movimento di riforma papale tra il 1060 e il 1061, in quanto la nominò papa Pietro Cadalao di Parma, che assunse il nome di Onorio II, entrando in contrasto con il partito riformatore che invece scelse Anselmo di Lucca, che assunse il nome di Alessandro II. L'imperatrice decise allora di ritirarsi a vita privata nei suoi possedimenti, e in una lettera all'abbazia di Fruttuaria dichiarò che l'evento era frutto dei suoi peccati; secondo Lamberto, decise di voler rinunciare al mondo e di condurre una vita monastica, ma rimandò questo progetto fino alla maggiore età del figlio. Dal 1064 in poi, alla maggior età del figlio, compare di nuovo regolarmente come intercessore nei documenti di Enrico IV ed essa riacquisì un importante ruolo a corte.
L'arcivescovo di Colonia si fece carico l'educazione di Enrico e dominò la corte del re minorenne e l'azione politica regia fino al luglio del 1064. Sotto la sua guida iniziò la decisa espansione della chiesa di Colonia. Il 14 luglio 1063, Annone decretò in un diploma del 14 luglio 1063 che la nona parte di tutte le entrate dell'impero e del re doveva essere trasferita alla chiesa di Colonia. Gli anni del regno di Annone furono considerati dal cronista Lamberto di Hersfeld, che era ben disposto verso di lui, e da altri come un periodo d'oro per l'impero. Annone unì il servizio alla chiesa e al regno in modo esemplare. Al contrario, Adamo di Brema dipinse l'immagine di un principe ecclesiastico affamato e ossessionato dal potere, venendo addirittura accusato di «aver violato la fedeltà al re. In tutte le cospirazioni del suo tempo era sempre lui la mente»; Annone inoltre apparteneva alla nuova stirpe dei Streusslingen, che favoriva attraverso una politica nepotistica, potenzialmente invisa dalla Hochadel. Fu in questi anni che emerse per la prima volta «l'idea di una comunità di principi». La cura di Enrico IV non doveva più essere esercitata da una sola persona, poiché i grandi vedevano minacciata in questo caso la loro pretesa di partecipare alla regalità e pertanto Annone fece sì che la responsabilità del re e del regno doveva essere trasferita al vescovo nella cui diocesi Enrico risiedeva attualmente. Le lotte di potere a corte che divennero apertamente evidenti negli anni '60 del X secolo furono probabilmente principalmente il risultato dell'immaturità di Enrico; i contemporanei, tuttavia, indicarono il ruolo di sua madre, che «come donna accettava fin troppo facilmente chi le dava consigli». Le dispute sul rango ebbero un effetto duraturo sul corpo dirigente, «poiché ora che il re era ancora un ragazzo, tutti potevano fare impunemente qualsiasi cosa volessero». Riguardo allo scisma papale, Annone prese le redini del concilio di Augusta, invertendo la rotta intrapresa dal concilio di Basilea, che deliberò l'invio di Burcardo II di Halberstadt, nipote di Annone, in Italia per scegliere il papa legittimo, scelta che ricadde su Alessandro II e il partito riformatore di cui era l'espressione a discapito di Onorio II, il quale aveva nel frattempo fallito nel tentativo di prevalere sul rivale; il papa riconosciuto quindi ricompensò Annone con l'invio del pallio e altri emblemi arcivescovili il 13 gennaio 1063. L'anno successivo, Annone stesso partecipò al concilio di Mantova del 31 maggio, che riconobbe definitivamente Alessandro II papa. In tal modo, Annone ripristinò normali relazione tra il papato e la corte regia, e Mantova rappresenta lo zenit del potere dell'arcivescovo di Colonia.
Alla fine di marzo 1065, Enrico ricevette la spada come segno di maturità legale e capacità di agire politicamente. Goffredo il Barbuto, rivale di vecchia data di suo padre, funse da portatore dello scudo, ed egli attraverso questo atto dimostrativo, promise sottomissione e lealtà. Quanto fosse teso il rapporto di Enrico con il suo tutore Annone divenne evidente subito dopo essere aver ricevuto la spada: secondo alcune fonti, tendenzialmente ignorate dagli storici, appena finita la cerimonia, il giovane re tentò di attaccarlo e sua madre riuscì a malapena a trattenerlo.
Proprio all'inizio dell'assunzione del potere, Enrico fece una serie di donazioni insolitamente ampie: trasferì dodici monasteri e conventi imperiali (Polling, Malmedy, Benediktbeuern, Limburg an der Haardt, Sankt Lambrecht, Corvey, Lorsch, Kornelimünster, Vilich, Niederaltaich, Kempten, Rheinau) a principi ecclesiastici e secolari per dare alle sue azioni imperiali maggiore autorità e validità in un insieme di relazioni basate sul consenso, la fedeltà e la lealtà. Attraverso queste azioni, però, a differenza dei suoi predecessori, intervenne massicciamente anche nella sicurezza giuridica dei monasteri.
Già a metà del 1063, durante la minorità del re, era aumentata l'influenza dell'arcivescovo Adalberto di Amburgo-Brema, rivale di Annone, il quale non poteva «vedere che il popolo trascinava il suo signore e re come un prigioniero». La sua ascesa fu facilitata dal fatto che gli alleati di Annone, Sigfrido di Magonza, Gunther di Bamberga e Guglielmo di Utrecht (anche se di questo non si è certi fosse un alleato di Annone), erano partiti in un grande pellegrinaggio in Terra Santa, e Annone stesso sfruttò il fatto che questo fosse a Mantova per conquistare la fiducia del re, divenendo il suo consigliere di fiducia. Il concetto di responsabilità principesca sostenuto da Annone era ora contrastato dal principio di lealtà al re. Dopo solo un anno, gli altri grandi furono esclusi da qualsiasi consultazione o influenza ed espulsi dalla corte reale sotto minaccia di violenza. L'ascesa di Adalberto può essere chiaramente vista nei documenti reali. Nel giugno 1065 fu onorato per la prima volta come patronus del re in un diploma e lo si può rintracciare nel seguito del sovrano per quasi tutto l'anno.
La preferenza accordata dall'arcivescovo di Amburgo-Brema scosse la fiducia dei principi nel giovane re e suscitò il loro odio. Adalberto fu accusato di «aver assunto un governo apertamente tirannico con il pretesto di un'intima amicizia con il re». Le fonti accentuano la sua presunta influenza perniciosa di Adalberto, che perseguiva insistentemente gli interessi della sua chiesa episcopale. Annone di Colonia si alleò con gli arcivescovi Sigfrido di Magonza, tornato dal pellegrinaggio, e Gebeardo di Salisburgo, nonché con i duchi Rodolfo di Svevia, Ottone di Northeim e Bertoldo di Carinzia. Nel gennaio 1066 la posizione speciale detenuta dall'arcivescovo di Amburgo-Brema ebbe termine, e i grandi riuniti a Trebur costrinsero Enrico a espellere Adalberto dalla corte. Secondo Lamberto di Hersfeld, al re fu data l'alternativa di congedare l'arcivescovo o abdicare.
I frequenti cambiamenti nella sfera di influenza alla corte reale fecero sì che l'ambiente di Enrico IV fosse percepito come un luogo di sospetti, pedinamenti e calunnie. Nel 1066, Annone di Colonia indusse Enrico a sposare Berta di Savoia, che era più giovane di un anno e con la quale era stato fidanzato dal padre dieci anni prima. Già nel 1069, però, Enrico cercò di separarsi dalla moglie. Lo storico anti-Enriciano Bruno di Merseburgo riferisce che il re aveva istigato un uomo per costringere Berta a commettere adulterio. La regina, però, si accorse dell'intrigo e fece picchiare così tanto il marito, che voleva assistere all'adulterio, con le gambe di una sedia e bastoni che dovette restare a letto per un mese. Enrico dichiarò nell'incontro a Worms, convocato per dichiarare la sua volontà di separarsi, che non c'era una relazione parentale troppo stretta e che Berta non doveva essere incolpata di adulterio, ma che piuttosto che non poteva più vivere in unione coniugale con sua moglie. In questo modo fornì ai suoi avversari argomenti per utilizzare la dissolutezza sessuale e morale di cui era accusato a fini propagandistici. Un incontro previsto per l'ottobre 1069 a Francoforte doveva chiarire la questione. Papa Alessandro II inviò lo stimatissimo Pier Damiani, che minacciò il re di scomunica e la negazione dell'incoronazione imperiale se non avesse rinunciato ai suoi propositi. Enrico dovette quindi cedere. Come ulteriore conseguenza, la cerchia dei consiglieri cambiò nuovamente. Adalberto di Amburgo-Brema riacquistò importanza, e Annone di Colonia e gli altri principi furono nuovamente emarginati.

### I preludi della guerra sassone

#### Ribellione di Dedi e Adalberto di Ballenstedt
È probabile che l'influenza dell'arcivescovo Adalberto di Amburgo-Brema sul giovane re abbia portato il salico a dirigere i suoi tentativi di affermazione principalmente contro i sassoni. Il disprezzo per la nobiltà sassone, lo sgarbo delle persone di alto rango e la preferenza per le persone di basso rango, così come la costruzione di castelli per garantire il dominio in Sassonia, incontrarono una feroce resistenza già durante il periodo in cui Adalberto stava plasmando la politica reale.
La ribellione di Dedi e Adalberto II di Ballenstedt costituì la prima rivolta in Sassonia, quattro anni dopo la maggior età di Enrico. Dedi reclamò l'ufficio margraviale di Meißen, appartenente al defunto Ottone I, ultimo esponente della stirpe comitale dei Weimar-Orlamünde, sposandone la vedova Adela di Lovanio. Il re rifiutò di assecondare la volontà di Dedi, e questo iniziò una rivolta. Il re riuscì a ottenere il supporto dei Turingi e questo marciò nelle loro terre, assediando e catturando i castelli dei Wettin di Beichlingen e Burgscheidungen, costringendo i ribelli a sottomettersi e mettendo fine alla rivolta. Dedi fu rinchiuso in prigione e privato di buona parte delle sue terre.

#### La disputa con Ottone di Northeim (1070)
Nel 1070 Ottone di Northeim, duca di Baviera e al tempo stesso uno dei più stimati principi sassoni, fu accusato da un certo Egino di aver pianificato l'assassinio del re. Sebbene Egino fosse considerato un brigante di cattiva reputazione e si dicesse che fosse stato corrotto, Enrico insistette per un duello tra il duca accusato e il suo accusatore. Lamberto di Hersfeld riferisce che i principi consideravano il duello ingiusto a causa della differenza di classe tra i due personaggi. Il comportamento di Enrico gli valse l'accusa di aver incitato lui stesso l'accusatore a mentire per liberarsi dello scomodo duca. Ottone era stato determinante nel rapimento di Enrico a Kaiserswerth e anche nel rovesciamento di Adalberto nel 1066, ma negli ultimi anni aveva lavorato a stretto contatto con il re. Egli respinse le accuse e chiese che la decisione del re fosse corretta da un giudizio dei principi. Enrico, tuttavia, escluse i principi dal decidere sulle accuse e insistette sulla sua richiesta di un duello. Ciò rafforzò il sospetto di Ottone di Northeim che il re fosse interessato solo al suo annientamento e decise quindi di rifiutare il duello. Di conseguenza, su istigazione del re, i grandi sassoni lo dichiararono un criminale reale il 2 agosto 1070 e lo privarono del ducato di Baviera.
Dopo violenti scontri, l'uso di mediatori portò alla sottomissione (deditio) di Ottone e dei suoi seguaci nella Pentecoste del 1071 a Goslar. L'ex duca fu imprigionato, ma ricevette indietro la libertà e le proprietà nel maggio dell'anno successivo. Il giovane Billungo Magnus, invece, che aveva sostenuto Ottone, fu tenuto in custodia dal re per molto più tempo. Anche quando suo padre Ordulfo, non coinvolto nella sollevazione, morì e il ducato sassone divenne vacante, non fu rilasciato. Enrico avrebbe voluto costringere Magnus a rinunciare alla successione nell'ufficio ducale sassone e a tutti i beni a lui spettanti dai suoi genitori «per diritto d'eredità» (hereditario iure). Dietro questo tentativo c'era probabilmente lo sforzo del re di rompere i vincoli ereditari degli uffici in Sassonia e di rafforzare il carattere ufficiale delle contee. Dopo la morte di Ordulfo, Enrico occupò Luneburgo, la sede ancestrale dei Billunghi, con ministeriali svevi. Solo dopo la conquista del castello nel corso dei conflitti successivi, Magnus fu liberato.
Fino ad allora, non esisteva la detenzione illimitata, che doveva finire solo quando l'interessato avesse rinunciato a tutta la sua posizione di potere e alla sua eredità. Di regola, la prigionia - che doveva essere simbolica - era di breve durata; uffici, feudi e allodi venivano restituiti al sottomesso o in tutto o in parte. Il comportamento inflessibile di Enrico tese permanentemente le relazioni politiche con i sassoni e fu una delle cause della guerra sassone.

### La guerra sassone (1073-1075)

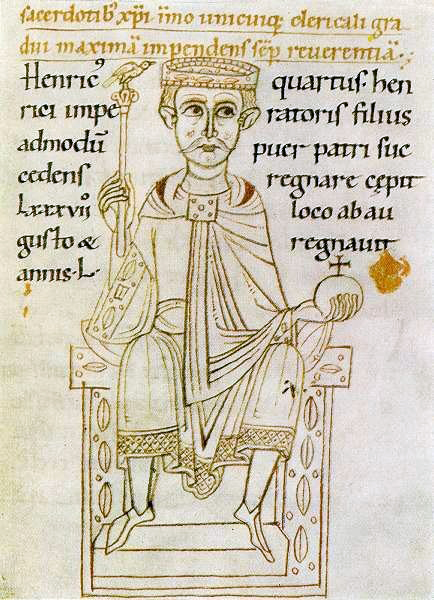
Rappresentazione di Enrico IV nella cronaca di Eccardo di Aura intorno al 1112/14 (Cambridge, Corpus Christi College, MS 373, fol. 60r)

Gli atoriografi filosassoni-antireali, soprattutto Lamberto di Hersfeld e Bruno di Merseburgo, sono le principali fonti degli antecedenti e delle guerre sassoni. Gli storici di oggi danno la colpa a problemi strutturali-istituzionali nello scoppio del conflitto. Bisogna segnalare, inoltre, che i Salici ereditarono le terre dei Liudolfingi in Sassonia, ma, essendo una stirpe francone, non ereditarono invece i legami parentali con l'aristocrazia locale, la quale vide i vastissimi possedimenti in Sassonia come una minaccia al loro potere, che si era nel frattempo esteso durante la minore età del sovrano, il quale nel frattempo invocò i diritti di governo che erano stati alienati precedentemente dalla monarchia e fece costruire castelli in posizioni elevate rendendoli centri amministrativi del dominio e del patrimonio imperiale, minacciando ulteriormente la nobiltà sassone. Le nuove fortificazioni differivano profondamente dai soliti castelli in Sassonia, anche a livello architettonico, risultando più complessi e imponenti rispetto ai castelli fino ad allora eretti nella regione; di queste fortezza, gli annali di Lamberto del 1073 fornisce sette nomi, di cui solo cinque sono oggi identificabili con sicurezza: Harzburg, Sachsenstein, Spatenburg, Heimburg, e Hasenburg, mentre le due fortezze non identificate sono quelle di Moseburg e Wigantestein. Sulla base di scavi archeologici, però sembra che le fortezze di Hasenburg e Sachsenstein fossero state in realtà erette prima del regno di Enrico IV, il quale provvide invece al loro ampliamento. Sempre Lamberto segnala che a questa lista vanno ad aggiungersi le fortezze di Luneburgo e di Vokenroht (anche quest'ultima non meglio identificata), la prima sequestrata dai Billunghi, mentre la seconda sequestrata dal conte palatino di Sassonia Federico II di Goseck. Queste fortezze furono in gran parte occupate da persone direttamente dipendenti dal sovrano, i ministeriali, la maggior parte dei quali proveniva dalla Svevia e assicurava la presenza costante del potere centrale, anche in termini militari. Nell'Harzburg, la fortezza più imponente sull'Harz a est del palazzo imperiale di Goslar, la residenza preferita del sovrano, Enrico vi fece seppellire suo figlio Enrico, morto nell'agosto del 1071, nella chiesa del castello, e suo fratello Corrado, morto nel 1055, vi fu invece trasferito. L'Harzburg assunse così il carattere di un palazzo regio mentre il precedente luogo di sepoltura reale a Spira giocò un ruolo subordinato durante questo periodo.
L'accresciuta penetrazione signorile nell'area della Sassonia orientale, in particolare nella regione dell'Harz, incontrò un'aspra resistenza da parte dei sassoni. La gente del posto doveva fornire servizi per dei stranieri svevi che, essendo dei ministeriali, erano per giunta dei non liberi. I conflitti risultanti portarono all'accusa che Enrico stava violato la legge tribale dei sassoni e minacciando la loro libertà. Per lungo tempo le ricerche hanno ipotizzato che il giovane re salico avesse cercato con questa politica di riconquistare i beni e i diritti regi che erano stati alienati dalla nobiltà nel periodo di transizione dagli Ottoni ai Salici, denominata "politica di recupero". Studi più recenti, tuttavia, mostrano che solo una piccola quantità di proprietà reale venne effettivamente persa durante questo periodo.
Dopo diverse lamentele, Enrico convocò i grandi sassoni a Goslar nel 1073 per discutere insieme i punti di contesa. I sassoni, come riporta Bruno nel suo lavoro sulla guerra sassone, si presentarono il giorno stabilito davanti a palazzo, ma dovettero attendere invano di essere ricevuti. Il salico, secondo il cronista, preferì passare la giornata a giocare a dadi, nonostante il fatto «che tenesse tanti ed eminenti uomini in attesa alla sua porta come se fossero gli infimi servi». I sassoni aspettarono tutta la notte fino a quando furono finalmente informati da uno dei cortigiani reali che il re aveva già lasciato il palazzo. Questo trattamento indegno di persone di alto rango sembrava, nella prospettiva sassone, essere la causa scatenante della guerra.
I sassoni si incontrarono quella notte in una chiesa e conclusero una coniuratio, giurando di morire piuttosto che accettare questo stato di cose. Un'altra immagine è fornita da una fonte vicina al re: secondo il panegirico Carmen de bello saxonico, scritto da una persona sconosciuta, Enrico si era comportato come si conviene a un sovrano. Aveva ricevuto i messaggeri, ascoltato le loro richieste e assicurato loro che avrebbe ascoltato le suppliche giustificate mentre i sassoni erano colpevoli di non venire il giorno fissato per la questione. In ogni caso, è certo che i negoziati a Goslar fallirono e che la situazione degenerò. Al fine di porre la resistenza su una base ampia, i sassoni convocarono una riunione tribale a Hoetensleben alla fine di luglio 1073, in cui le lamentele contro l'agire della carica regia da parte di Enrico potessero essere discusse pubblicamente. In un discorso di Ottone di Northeim, la costruzione di castelli è l'accusa centrale, in quanto con questa politica il re stava progettando di ridimensionare drasticamente i diritti dei sassoni. Per l'anno 1074, Lamberto di Hersfeld riporta per la prima volta l'intenzione di dare all'impero, dopo una consultazione con gli altri principi dell'impero alla fine delle ostilità, un sovrano con cui tutti fossero d'accordo.
Quando i sassoni si presentarono davanti all'Harzburg con il loro esercito, e il re, dopo tiepide trattative, fu costretto a fuggire prima che i sassoni potessero circondare totalmente la fortezza, lasciando le trattative a metà. La fuga ebbe luogo nella notte tra il 9 e il 10 agosto attraverso la foresta attorno al castello, assieme a Bertoldo di Carinzia, Eberardo di Naumburg e Benno II di Osnabrück, i quali ebbero come guida un cacciatore; essi viaggiarono per tre giorni senza cibo, raggiungendo i possedimenti reali di Eschwege. Nel periodo successivo non riuscì a mobilitare i principi della Germania meridionale e dei Lotaringi contro i ribelli «perché si resero conto che il loro consiglio non era più valido a causa di altri consiglieri che andavano e venivano dal re». Enrico dovette cedere. Nella pace di Gerstungen del febbraio 1074, alla presenza di 15 vescovi, fu deciso che doveva demolire i suoi castelli in Sassonia e Turingia, annullare tutte le confische e riconoscere la legge sassone.
La pace di Gerstungen, tuttavia, non fu applicata. I contadini sassoni si agitarono per il fatto che la demolizione del castello di Harzburg era stata ritardata e presero loro stessi l'iniziativa. Essi diedero l'assalto al castello, venendo raso al suolo, e le tombe dei salici ivi sepolti furono profanate. Il re fu posto nella posizione di chiedere vendetta, per la quale ora ricevette il sostegno dei principi imperiali. Enrico fu quindi in grado di radunare un grande esercito per la sua campagna contro i sassoni ribelli. Il 9 giugno 1075 ottenne una vittoria completa nella battaglia di Homburg an der Unstrut. Una seconda campagna in ottobre portò alla sconfitta dei sassoni. I capi della rivolta, l'arcivescovo Guarniero di Magdeburgo, il vescovo Burcardo II di Halberstadt, Ottone di Northeim e il duca sassone Magnus Billung, si sottomisero. Le fonti filo-sassoni considerarono una violazione degli accordi il fatto che Enrico non perdonò immediatamente i ribelli, ma fece imprigionare i loro capi in luoghi lontani. Questo fu un modo molto insolito di risolvere il conflitto. Alla fine dell'anno Enrico festeggiò il Natale a Goslar e riuscì a obbligare i grandi uomini lì riuniti con giuramento a eleggere come suo successore suo figlio neonato Corrado, nato il 12 febbraio 1074.

### Il conflitto con papa Gregorio VII

#### Il papato riformatore

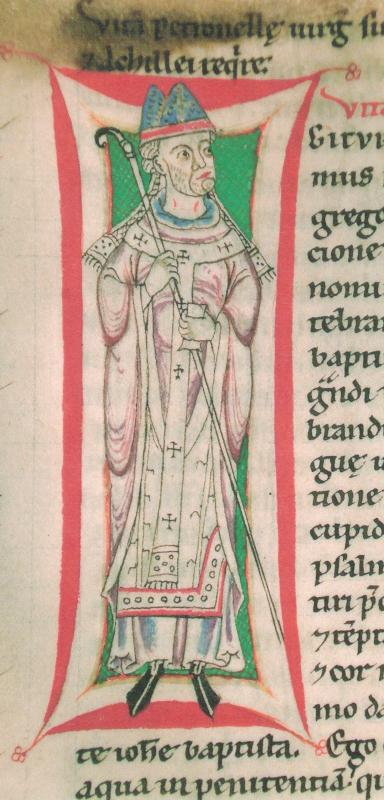
Papa Gregorio VII all'inizio della Vita Gregorii VII, Paul von Bernried, Heiligenkreuz, Stiftsbibliothek, cod. 12, fol. 181v.

Nella Pasqua del 1059 si tenne un sinodo lateranense sotto la direzione di papa Niccolò II. Il risultato più importante fu il decreto sulle modalità di elezione papale. I cardinali vescovi avevano ora il ruolo decisivo nell'elezione. Il provvedimento non era probabilmente diretto contro l'influenza dell'imperatore nell'elezione (tant'è che era prevista la sua approvazione in una clausola), ma piuttosto contro i tentativi da parte di gruppi aristocratici urbani romani di influenzare l'elezione del papa, oltre che dare il definitivo controllo ai riformatori papali dell'elezione papale. Poiché la protezione imperiale non si concretizzò dopo la morte di Enrico III, Nicola II fece anche un'inversione di marcia politica: strinse un'alleanza con i Normanni in Italia meridionale, che in precedenza si erano opposti vigorosamente; l'alleanza non nacque in ottica anti-imperiale ma sempre per contrastare la nobiltà romana e i principi normanni Riccardo di Capua e Roberto il Guiscardo ricevettero i territori da loro conquistati come feudo pontificio oltre che i relativi titoli di principe di Capua e duca di Puglia e Calabria.
Nella riforma della chiesa, chierici e laici dovevano essere costretti a osservare le norme della Chiesa. Inevitabilmente, questo portò a sforzi per aumentare l'autorità del papato. Dai primi anni sessanta del X secolo i papi tentarono di influenzare la chiesa imperiale. Quando l'imperatrice Agnese chiese di inviare il pallio all'arcivescovo Sigfrido di Magonza, nominato nel 1060, la sua richiesta fu respinta e a questo fu chiesto di ritirare personalmente il pallio a Roma. Ciò fu considerato un affronto. Le tensioni si intensificarono dopo una controversa elezione papale che portò ad uno scisma. Alla fine dell'ottobre 1061, in un'assemblea imperiale, la corte reale, retta dall'imperatrice reggente, accettò l'elezione del vescovo Pietro Cadalo di Parma, che prese il nome di Onorio II. Tuttavia, il partito di riforma elevò, il 30 settembre 1061 a Roma, il vescovo Anselmo di Lucca a papa con il nome Alessandro II. La decisione della corte reale venne annullata dopo il colpo di Stato di Kaiserswerth e la presa del potere di Annone II, ma ciò mise definitivamente a dura prova i rapporti originariamente buoni tra l'impero e il papato riformatore.
Dopo che Enrico divenne maggiorenne, due viaggi pianificati per Roma (1065 e 1067) fallirono a causa di dispute sul rango e della mancanza di lealtà dei grandi; l'invito di Alessandro II all'incoronazione imperiale, formulato nel 1065, non poté essere accettato. Questo aumentò la distanza tra il re e il papato della riforma. Nel 1072 un problema di investitura locale portò a una disputa. Nell'arcidiocesi di Milano, il conflitto sull'attuazione della riforma della chiesa, nel contesto della pataria, aveva portato a sanguinose dispute. Dopo le dimissioni dell'arcivescovo, Enrico nominò un nuovo candidato, Gotifredo. Tuttavia, il papa favorì un altro candidato, Attone, e considerò l'azione reale un affronto e scomunicò cinque consiglieri del re al sinodo romano nel 1073 durante la Quaresima con l'accusa di simonia. Lo scoppio del conflitto fu impedito dalla morte di Alessandro nell'aprile 1073. Ildebrando fu elevato al suo successore con il nome di Gregorio VII in circostanze tumultuose e contro le regole del decreto di elezione papale. Ildebrando aveva già deciso in maniera decisiva la politica papale negli anni precedenti, e da papa continuò con implacabile rigore la lotta per gli obiettivi della riforma della chiesa. Nel Dictatus Papae del marzo 1075 espresse i suoi principi guida del plenitudo potestatis del papato.
All'inizio, tuttavia, non c'era nulla che indicasse un serio conflitto con Enrico IV. Il papa vedeva ancora il re come un alleato nell'attuazione della riforma della Chiesa; i punti di controversia non erano di principio/ideologici. In una lettera (supplex epistola) di Enrico a Gregorio VII datata agosto 1073, il re si pentì dei suoi peccati di gioventù, parlando dell'influenza negativa dei falsi consiglieri, promettendo di migliorare il suo atteggiamento. Enrico era allora in lotta contro i sassoni, e non poteva permettersi in quel momento un conflitto con il papa. La lettera chiarisce la sua "abilità dilatoria": sembra che il re abbia fatto delle concessioni per guadagnare tempo; se fossero intese seriamente è oggetto di discussione nella ricerca storica. In ogni caso, il papa credeva nell'opzione della cooperazione pacifica e trascurava il fatto che alle parole pie non erano seguite dai fatti. Ancora il 7 dicembre 1074, Gregorio sperava di trovare un alleato affidabile in Enrico.

#### Scomunica del re del 1076
Rinvigorito dalla sua vittoria sui ribelli sassoni, Enrico iniziò una Italienpolitik estremamente attiva che non coincideva con gli interessi papali e rompeva con tutte le precedenti assicurazioni. Il re elevò il chierico Tedaldo ad arcivescovo di Milano il 28 settembre 1075 contro la volontà papale. Seguirono ulteriori decisioni provocatorie sulla scelta dei vescovi delle diocesi di Fermo e Spoleto. Il giorno di Capodanno del 1076, degli inviati portarono una lettera di papa Gregorio VII, in cui si lamentava delle misure del re e chiedeva obbedienza. La lettera raggiunse Enrico alla fine dell'anno 1075/76 quando celebrava il successo militare sui sassoni nel palazzo di Goslar e aveva assicurato l'elezione di suo figlio di due anni Corrado come co-re. Enrico rese pubbliche le minacce del papa e convocò i vescovi dell'impero a Worms. Rispondendo pubblicamente all'ammonizione confidenziale del papa, violò le consuetudini di gestione dei conflitti, provocando un'escalation. In un Hoftag a Worms il 24 gennaio 1076, il re, insieme ai due arcivescovi Sigfrido di Magonza e Udo di Treviri e ad altri 24 vescovi, formulò accuse drastiche contro Gregorio VII: egli era entrato in carica contravvenendo alle norme del decreto di elezione papale del 1059 e aveva anche rotto il giuramento di non lasciarsi mai eleggere papa. Per sottolineare il fatto che Gregorio non era quindi mai stato un papa legittimo, ci si rivolgeva a lui con il suo nome di battesimo Ildebrando. Sia nella formula di apertura sia in quella di chiusura, Enrico fece specifico riferimento al suo diritto divino: il suo ufficio veniva da Dio, e a lui solo doveva rendere conto. Il lungo elenco di accuse si chiude con la richiesta: «Io Enrico, per grazia di Dio Re, insieme a tutti i miei vescovi, vi dico: "dimettiti, dimettiti!"»
Gregorio VII non fu toccato dagli eventi di Worms. Il 22 febbraio 1076, al sinodo di Quaresima a Roma, depose il re, lo scomunicò e liberò tutti i cristiani dai giuramenti di fedeltà che avevano prestato a Enrico. Così facendo, però, concesse un termine per il pentimento fino al 1º agosto 1076. Al vescovo Ermanno di Metz, il papa giustificò la scomunica e la deposizione dicendo che Enrico era un «dispregiatore della fede cristiana, un devastatore delle chiese e dell'impero, e un istigatore e compagno di eretici».
Queste misure colpirono profondamente i contemporanei, e il loro effetto mostruoso diventa evidente nelle parole del gregoriano Bonizone di Sutri: «quando la notizia della messa al bando del re giunse alle orecchie della folla, tutto il nostro mondo romano tremò». Gregorio impose sanzioni differenziate ai suoi oppositori nell'episcopato. Depose con effetto immediato il presidente del sinodo di Worms, l'arcivescovo Sigfrido di Magonza, così come un cardinale che aveva disertato per il re e i sostenitori di Enrico tra i vescovi italiani con effetto immediato e li espulse dalla comunione della Chiesa. Altri vescovi, invece, furono convocati a Roma per giustificarsi.

#### Umiliazione di Canossa del 1077

Matilde di Canossa e Ugo di Cluny (padrino di battesimo del sovrano) come intercessori di Enrico IV (Vita Mathildis di Donizone di Canossa, 1115 circa, Città del Vaticano, Biblioteca Apostolica Vaticana, Ms. Vat. Lat. 4922, fol. 49v).

La notizia della sua scomunica e deposizione da parte del papa giunse a Enrico durante la Pasqua a Utrecht. Il vescovo Guglielmo di Utrecht, che era stato uno dei più aspri critici di Gregorio a Worms, e alcuni dei vescovi coinvolti a Worms morirono poco tempo dopo. La cattedrale di Utrecht andò a fuoco dopo essere stata colpita da un fulmine. Gli avversari di Enrico interpretarono questi eventi come un segno dell'ira di Dio. Un documento reale con una donazione per la ricostruzione sostiene che la cattedrale bruciò «a causa dei nostri peccati». Il sostegno di Enrico andò rapidamente scemando dopo la Pasqua. Dopo poco tempo, gli arcivescovi di Magonza e Treviri e i vescovi di Strasburgo, Verdun, Münster, Utrecht, Spira, Basilea e Costanza, che avevano sostenuto il re a Worms, presero le distanze dal sovrano, mentre altri assunsero un atteggiamento attendista. Un Hoftag previsto per Pentecoste, in cui si voleva deporre Gregorio VII, non arrivò ad alcun risultato a causa della scarsa partecipazione dei grandi. La questione del perché così tanti vescovi abbiano vacillato nel 1076 è denotabile anche dalle loro carriere individuali: i 16 vescovi nominati da Enrico fino al 1076 provenivano dalla cappella di corte, ma a differenza di suo padre, il re non aveva sempre avuto successo nelle sue nomine vescovili, e nelle diocesi sorsero spesso resistenze contro alcuni dei suoi candidati, ad esempio a Worms, Spira, Costanza, Bamberga e Colonia. Senza riconoscimento e sostegno nelle loro chiese, questi vescovi non poterono fornire un sostegno efficace al sovrano. Nell'estate del 1076 solo un piccolo gruppo rimase dalla parte del re.
I tre potenti duchi della Germania meridionale Guelfo I di Baviera, Rodolfo di Svevia e Bertoldo di Carinzia si unirono presto contro Enrico. L'opposizione principesca guidata da loro si unì agli oppositori sassoni e ai pochi gregoriani espulsi nel clero tedesco. Il 16 ottobre, un'assemblea di principi si riunì a Trebur per discutere il futuro destino dell'impero e del re. I principi più importanti dell'impero, i legati papali e i sostenitori di Enrico dovevano risolvere i conflitti in corso; il re stesso non era coinvolto. L'oggetto delle deliberazioni dei grandi era l'intera condotta della carica e della vita di Enrico IV. Una critica particolare gli è stata mossa per non aver coinvolto sufficientemente i principi nei processi decisionali.
Enrico era nel frattempo con il suo esercito dall'altra parte del Reno a Oppenheim. Infine, gli fu detto che doveva liberarsi della scomunica papale entro l'anniversario della scomunica, altrimenti non sarebbe più stato accettato come sovrano. Dopo lunghe trattative, Enrico promise di rendere obbedienza (oboedientia) e soddisfazione (satisfactio) al papa e in cambio si rinunciava all'elezione immediata di un altro re. Un nuovo esame e un'indagine sulla condotta di vita e dell'ufficio avrebbe avuto luogo il 2 febbraio 1077 in un'assemblea ad Augusta diretta dal papa
In vista di questo ultimatum, tentando di evitare la definitiva intromissione papale negli affari in Germania, l'unica opzione di Enrico nell'inverno del 1076/77 fu quella di andare in Italia per contattare il papa e ottenere la revoca della scomunica. I duchi ostili Guelfo di Baviera, Rodolfo di Svevia e Bertoldo di Carinzia avevano occupato i passi alpini e rimaneva solo la pericolosa via sul Moncenisio in Borgogna, da affrontare in pieno inverno: egli quindi partì con la moglie e il figlio di circa tre anni Corrado poco prima di Natale per la Borgogna per giungere a Besançon, ove festeggiò il Natale come ospite di Guglielmo di Borgogna, cugino di sua madre Agnese; egli quindi attraversò subito dopo il Rodano e giunse a Ginevra, ove incontrò nei suoi pressi (forse a Gex) Adelaide di Susa e il figlio Amedeo II di Savoia, madre e fratello della regina Berta. Lamberto di Hersfeld ha dato un resoconto drammatico del viaggio invernale (la stagione fu insolitamente severa) attraverso le Alpi occidentali assieme a delle guide locali: la famiglia reale scalò il passo con un piccolo seguito; gli uomini strisciavano su mani e ginocchia o stavano sulle spalle delle guide, la regina e le sue dame venivano trascinate sul ghiaccio su pelli di vacca, la maggior parte dei cavalli morì o rimase gravemente ferita. Il seguito regio giunse quindi nella regione di Torino, e si recò dapprima a Vercelli e poi a Pavia (ove assicurò i grandi italici che era lì per riconciliarsi con il papa), per poi raggiungere Canossa ove il pontefice, dopo aver ricevuto la notizia che il re scomunicato, si era rifugiato nel castello di Canossa appartenente alla sua partigiana Matilde di Canossa, che avrebbe dovuto mediare assieme al padrino di battesimo del sovrano, Ugo di Cluny. In totale, gli 816 km tra Besançon e Canossa furono coperti, in pieno inverno, in quattro settimane. Enrico, che era senza un esercito, trascorse tre giorni nel piazzale del castello in abiti da penitente, scalzo e senza vesti o simboli di sovranità. In lacrime di pentimento, implorò pietà.
Il 28 gennaio, Enrico venne assolto dalla scomunica. La prostrazione a Gregorio VII, la confessione della colpa, la messa nella cappella della fortezza, l'assoluzione e la celebrazione dell'Eucaristia restaurarono la comunione tra papa e re. Un pasto conclusivo mangiato insieme mostrò la loro volontà di tenere ottime relazioni pacifiche in futuro. Enrico promise sotto giuramento di sottomettersi all'indagine sulla sua condotta di ufficio e di vita decisa a Trebur. Il vescovo Anselmo di Lucca, invece, riferì che Enrico IV durante il banchetto aveva taciuto, non aveva toccato alcun cibo e aveva graffiato con le unghie il tavolo del banchetto. Ciò non era dovuto a un cattivo comportamento a tavola, ma piuttosto, come presume Gerd Althoff, Enrico voleva evitare degli obblighi legali: un pasto insieme rappresentava infatti un atto rituale legale per cui per il futuro ci si impegnava a un certo comportamento nei confronti del tuo commensale (si veda l'approccio in materia della comunicazione simbolica).
Il viaggio penitenziale a Canossa è visto dagli studiosi soprattutto come una mossa tattica del re per sfuggire alla minaccia di deposizione da parte dei principi. Timothy Reuter (1991) e Gerd Althoff (1993) consideravano gli atti rituali di Enrico a Canossa come atti di deditio piuttosto che di penitenza ecclesiastica. Nel 2008, Johannes Fried ha presentato una nuova interpretazione degli eventi: secondo lui, Enrico e Gregorio conclusero un trattato di pace a Canossa dopo che il re era stato liberato dal divieto della chiesa. In questa prospettiva, gli eventi di Canossa non appaiono come un'umiliazione, ma piuttosto come un grande successo del re salico, anche se gli avversari di entrambe le parti vennero presto meno all'accordo. Queste considerazioni sono state criticate e respinte da altri ricercatori (Gerd Althoff, Stefan Weinfurter e Steffen Patzold). Fried ha poi presentato nuovamente le sue argomentazioni in dettaglio nel 2012. Althoff ha respinto nuovamente la tesi di Fried in un articolo specialistico pubblicato nel 2014.

### Il tempo degli anti-re (1077-1080)

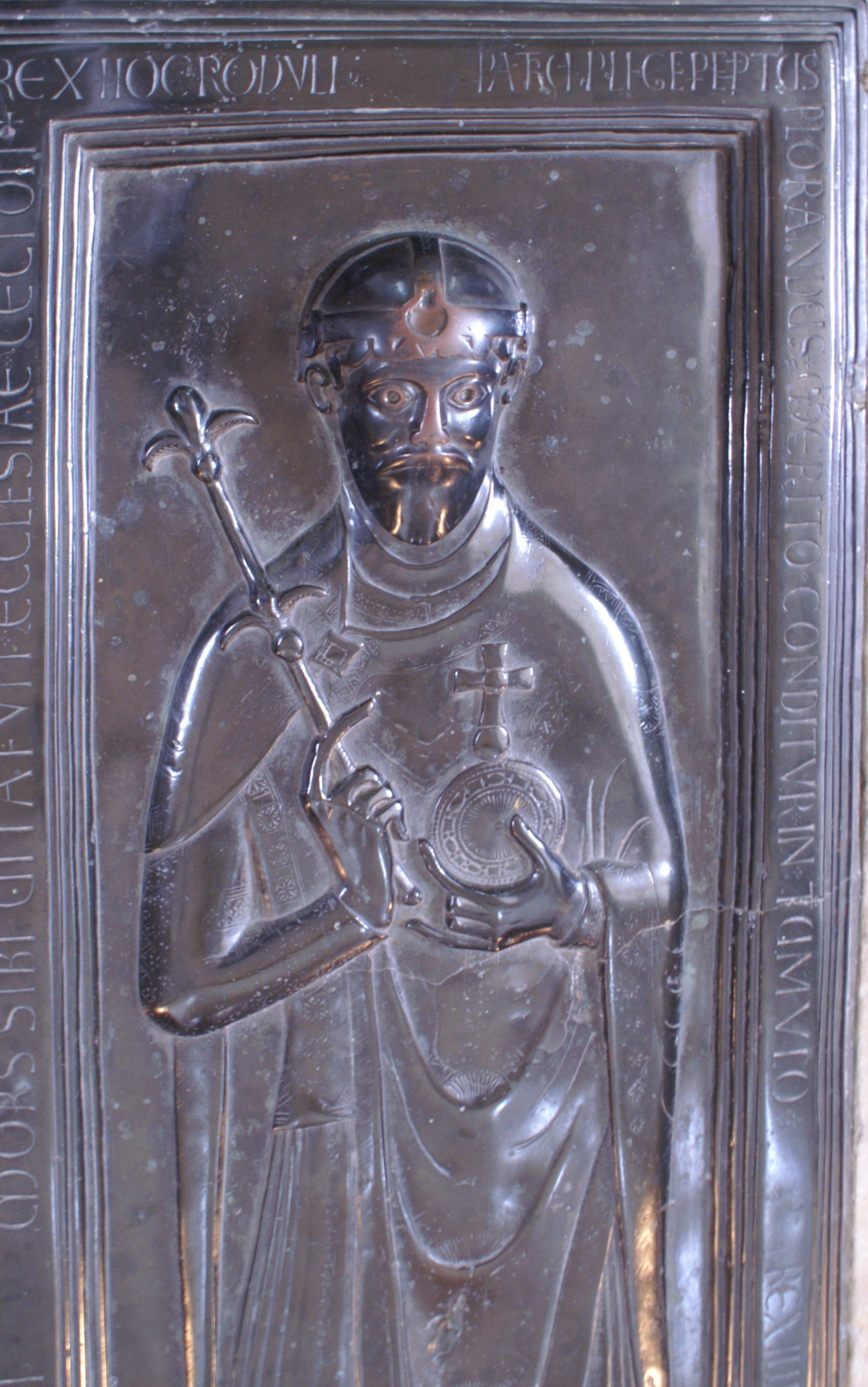
La lastra tombale di Rodolfo di Rheinfelden nella cattedrale di Merseburgo è la più antica lastra tombale in bronzo dell'Europa centrale. Un tempo era placcato in oro e intarsiato di pietre preziose. La lastra tombale reca l'iscrizione: Re Rodolfo, portato via per la legge dei padri, a lamentarsi per i suoi meriti, è qui sepolto qui in questa tomba. Se avesse regnato in tempi di pace, nessuno dopo Carlo era paragonabile a lui come re per capacità di mente e di spada. Dove i suoi furono vittoriosi, cadde, santa vittima della guerra. La morte divenne per lui vita: per la sua Chiesa, cadde.

I principi dell'opposizione non volevano più accettare Enrico come re anche dopo la sua liberazione dalla scomunica. Già prima degli eventi di Canossa, era stata concordata la deposizione del re e l'elezione di un successore. Nel marzo 1077, i duchi della Germania meridionale, Ottone di Northeim, i tre arcivescovi Sigfrido di Magonza (che cambiò fazione), Guarniero di Magdeburgo e Gebeardo di Salisburgo, nonché i vescovi di Worms, Würzburg, Passau e Halberstadt, si riunirono a Forchheim. Il 15 marzo, Rodolfo di Svevia ("di Rheinfelden") fu elevato allo status di «re, sovrano e protettore di tutto il regno». Secondo l'idea dei principi, la persona più adatta al bene dell'impero doveva essere liberamente eletta. Facendo così, un sovrano unto ed eletto dai grandi, al quale ogni individuo aveva fatto un giuramento di fedeltà, veniva deposto dalla decisione collettiva degli stessi grandi che lo avevano eletto. Rodolfo dovette impegnarsi a far occupare le diocesi da vescovi eletti liberamente dai canonici senza pratiche simonistiche, e a riconoscere il principio della libera elezione per la successione al trono. Il 26 marzo 1077 fu incoronato e unto dall'arcivescovo Sigfrido a Magonza (era dai tempi dell'incoronazione di Enrico II che l'arcivescovo di Magonza non aveva tale privilegio). Il nuovo re rimase principalmente in Sassonia, dove trovò un valido e fidato sostegno. Gregorio VII assunse una posizione attendista nella lotta per il trono, insistendo contemporaneamente per l'avvio di un'indagine su quale re avesse il diritto di governare, ma questo atteggiamento incontrò le critiche dell'opposizione sassone. Fu solo nel 1080, quando le relazioni tra Enrico IV e il papato presero una brutta piega a causa della scomunica a Enrico da parte del papa, che quest'ultimo inasprì il divieto di investitura da parte dei laici. Gregorio VII probabilmente cambiò il suo atteggiamento solo quando si rese conto che Enrico non voleva un'indagine sulla sua condotta di vita e di ufficio e aveva fatto finora di tutto per impedirla.
In un Hoftag di Enrico a Ulma nel maggio 1077 Rodolfo di Rheinfelden, Guelfo II di Baviera e Bertoldo di Carinzia furono condannati per alto tradimento e i loro ducati e feudi furono confiscati. Enrico mantenne la Baviera, mentre Liutpoldo dalla stirpe Eppenstein ricevette il ducato di Carinzia. Nel marzo 1079, Enrico elevò lo Staufer Federico I a duca di Svevia e lo fece fidanzare con la figlia Agnese (anche con Rodolfo stesso la nomina a duca di Svevia fu succeduto dall'ingresso nella famiglia imperiale). La fazione sveva sostenitrice di Rodolfo invece elevò in risposta il figlio dell'anti-re, Bertoldo, a duca di Svevia con l'appoggio di Guelfo I. Dopo la duplicazione nella regalità, ora c'era anche una duplicazione del titolare del ducato di Svevia. Gli anni tra il 1077 e il 1080 furono caratterizzati da grandi sforzi militari e diplomatici, che, tuttavia, non portarono a nessuna modifica sostanziale della situazione. Fu solo il 15 ottobre 1080 che la battaglia decisiva tra i due re ebbe luogo in Turingia sull'Elster. L'esercito di Enrico fu sconfitto, ma Rodolfo fu ferito e morì pochi giorni dopo. Fu la prima morte in battaglia di un re nella lotta per la corona del regno franco-tedesco orientale. Il fatto che Rodolfo subì come ferita mortale l'amputazione della sua mano destra (la mano del giuramento) apparve ai sostenitori di Enrico come un giudizio divino e ai loro occhi questo era il risultato palese del suo tradimento. I seguaci di Rodolfo, invece, presentarono la sua morte come un sacrificio ammantato di santità nel nome della Chiesa. Nella chiesa episcopale di Merseburgo, centro della resistenza anti-salica, Rodolfo fu sepolto come un martire al centro del coro davanti all'altare maggiore. Una lastra di bronzo dorato fu realizzata per la tomba ed è la più antica scultura figurativa sopravvissuta del Medioevo che può essere vista tutt'oggi nella cattedrale di Merseburgo. L'epitaffio indica che il re caduto era venerato come un martire dai suoi seguaci. Visto il modo in cui Rodolfo fu sepolto, sembra che Enrico abbia osservato che avrebbe voluto che tutti i suoi nemici fossero sepolti con tale onore.
La resistenza sassone contro Enrico non crollò affatto dopo la morte di Rodolfo. Il piano del salico di celebrare il Natale nel palazzo imperiale di Goslar, residenza preferita di Enrico usata come palazzo da parte di Rodolfo, fallì a causa di un grande esercito sassone che gli si oppose. Sembra quindi che il re abbia offerto ai principi, se avessero eletto suo figlio Corrado come re, di non rientrare mai più nel loro paese, allo scopo mantenere la Sassonia nel regno dei salici. Secondo Bruno di Merseburgo, Ottone di Northeim rifiutò questa offerta, sostenendo che aveva visto spesso che una giovenca inferiore partoriva un vitello altrettanto inferiore, e quindi non desiderava né il padre né il figlio. Dopo la fine dell'anti-regalità, Enrico volle trasferirsi in Italia per intraprendere un conflitto con Gregorio VII. I suoi consiglieri, tuttavia, fecero notare che un'assenza prolungata sarebbe stata troppo pericolosa se prima non fosse stata negoziata una pace con i sassoni per la durata dell'assenza. A febbraio, cinque vescovi di ciascuno dei due campi si incontrarono nella foresta di Kaufunger. Sotto la guida dell'arcivescovo Gebeardo di Salisburgo, i sassoni volevano diffondere pubblicamente la loro conoscenza delle azioni e dei misfatti del re per convincere l'altra parte che Enrico era decaduto dal suo ufficio regio, ma i vescovi fedeli al re rifiutarono questa inchiesta. Sebbene i negoziati fallirono, Enrico partì per l'Italia. Sebbene il partito anti-salico elesse un nuovo re, il conte Ermanno di Salm, in un'assemblea di principi poco frequentata a Ochsenfurt nell'agosto 1081, il suo potere rimase largamente inefficace al di fuori della Sassonia.

### Promozione di Spira negli anni '80 del XI secolo

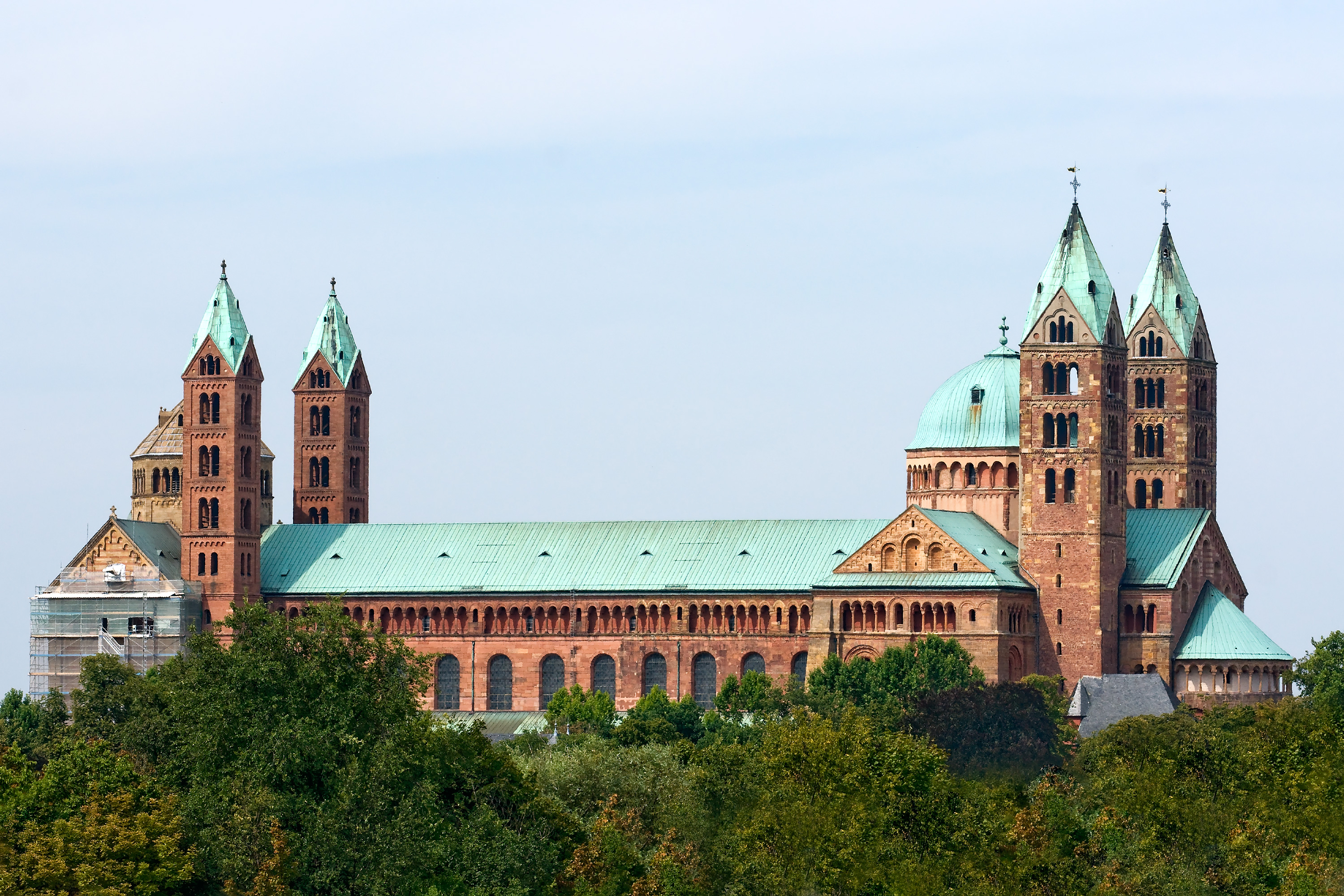
La cattedrale imperiale di Spira.

Alla vigilia della battaglia decisiva contro Rodolfo di Rheinfelden, Enrico si era posto sotto la protezione della Madre di Dio, Maria, con una donazione dei possedimenti di Winterbach e Waiblingen a Spira. Dopo la morte del re avversario, i salici decisero di ricostruire radicalmente la cattedrale di Spira. Con la nuova costruzione, Enrico rese grazie alle potenze celesti per il loro sostegno contro i suoi avversari. In particolare negli anni '80 del X secolo alla chiesa furono fatte numerose e cospicue donazioni. Dopo i monasteri di Limburg an der Haardt e Sankt Lambrecht (1065), Enrico le trasferì Eschwege, Kaufungen, Hornbach e la prepositura di Naumburg a Wetterau. Inoltre, le diede delle proprietà di Remstal, nel Nahegau, nell'Uffgau e in Sassonia. Egli inoltre concesse le contee di Lutramsforst e Forchheim al vescovo di Spira.
Nei suoi atti di donazione, Enrico fece riferimento alla memoria dei suoi antenati, ai quali il sovrano salico cercò di collegarsi, contando sul potere legittimante del loro luogo di sepoltura a Spira. Fino al 1090, l'attenzione era sempre concentrata sulle stesse persone della cerchia più stretta della dinastia regnante: Corrado II e sua moglie Gisella e Enrico III e sua moglie Agnese. Con l'eccezione di Agnese, tutti i suoi antenati, che secondo lui gli avevano dato il diritto alla regalità per volontà divina ("successione per decreto divino"), furono sepolti nella cattedrale di Spira. Questa immediatezza divina di re e imperatori avrebbe dovuto essere documentata in un unico e magnifico edificio. La cattedrale dedicata alla sua patrona Maria sarebbe diventato l'appoggio più importante di Enrico nella lotta contro i riformatori della chiesa gregoriana e contro l'opposizione dei principi dell'impero. In vent'anni di costruzione, dal 1080/1081 circa al 1102/1106, sotto la direzione dei lavori del vescovo Benno II di Osnabrück e successivamente del cappellano reale Ottone, fu realizzato il più grande edificio del mondo cristiano d'Occidente a quel tempo. L'intera parte orientale della chiesa fu ricostruita, mentre tutte le altre parti furono notevolmente alterate. Non era più decisiva per l'edificio ecclesiastico la grandezza delle tombe dei Salici, mentre erano invece diventati importanti l'aspetto e lo splendore della chiesa. Secondo il giudizio dell'autore della Vita di Enrico, fu eretto un edificio che «merita lode e ammirazione più di tutte le opere dei re di un tempo». Nel 1101, tutti i possedimenti, i diritti e le libertà furono confermati e garantiti al clero della cattedrale in un grande privilegio; Spira divenne un simbolo importante dell'istituzione e l'esistenza stessa della regalità e dell'impero salico in generale e per la salvezza di Enrico in particolare.

### L'incoronazione di Enrico come imperatore e la fine di Gregorio VII

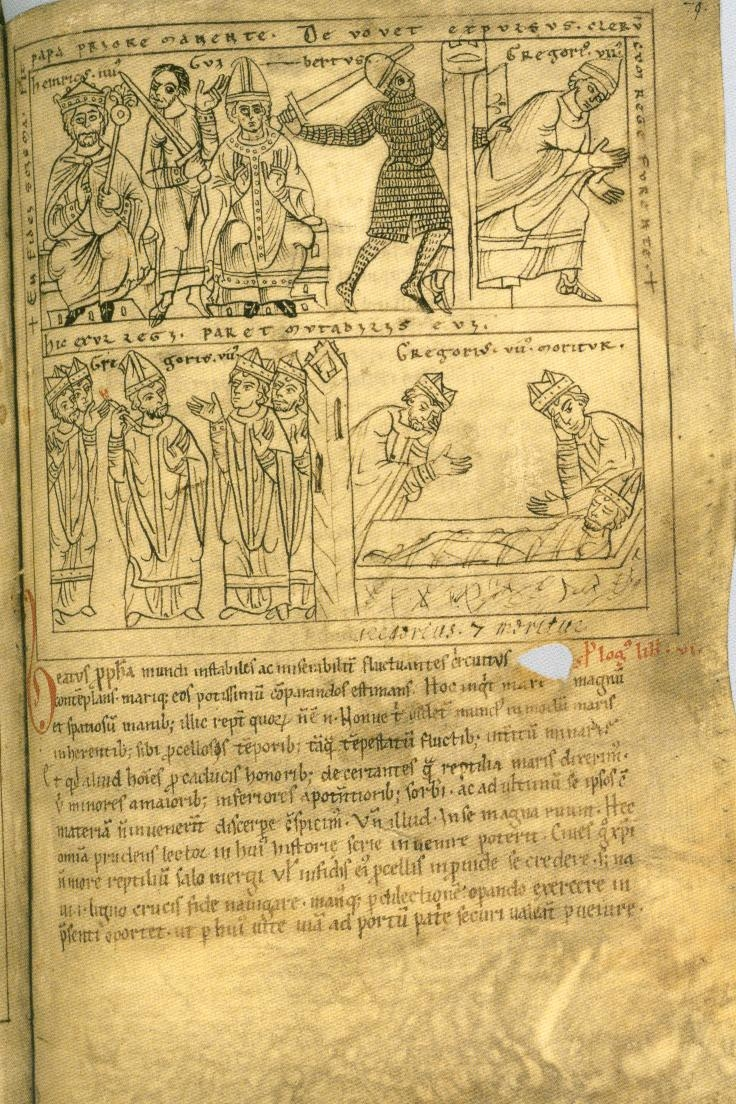
Ottone di Frisinga, Weltchronik: la fuga di Gregorio VII da Roma 1084 (sopra), l'esilio e la morte di Gregorio a Salerno (1085) (sotto), 1177–1185, Jena, Thüringer Universitäts-Landesbibliothek: Ms. Bos. Q. 6, fol. 79r.

Come risultato del divieto più severo delle investiture laiche, la maggioranza dell'episcopato imperiale si schierò chiaramente con il re nelle assemblee di Bamberga e Magonza, rinunciando all'obbedienza a Gregorio. Solo a Magonza, diciannove vescovi volevano eleggere un nuovo papa. La reputazione di Gregorio fu anche danneggiata dal fatto che dopo la rinnovata scomunica del re nel 1080, egli predisse la sua caduta entro il 1º agosto 1080 e chiese la sua stessa espulsione se la sua profezia non si fosse avverata. Nel giugno 1080, al sinodo di Bressanone fu eletto un anti-papa e fu stabilito l'inizio di un procedimento canonico contro Gregorio VII. La scelta cadde su Guiberto, arcivescovo di Ravenna dal 1072, che prese il nome di Clemente III. Nello stesso giorno della battaglia sull'Elster ebbe luogo la battaglia di Volta Mantovana, in cui le milizie imperiali sconfissero le truppe a difesa di papa Gregorio VII, comandate dalla contessa Matilde di Canossa, interessata a cacciare da Ravenna l'antipapa. Fu la prima, grave sconfitta militare di Matilde.
Verso la festa di Pentecoste del 1081, Enrico raggiunse le mura di Roma, ma i romani, che stavano dalla parte di papa Gregorio VII, non gli aprirono le porte. L'esercito di Enrico si accampò quindi fuori Roma per diverse settimane, devastando nel frattempo l'area circostante. A causa dell'inizio della calura estiva, dovette però ritirarsi senza aver ottenuto nulla. Egli quindi si occupò di Pisa e di Lucca, emanando due editti per accattivarsi le simpatie delle due cittadinanze, avviate verso l'autonomia comunale. Prima con il diploma datato Roma 23 giugno 1081 e poi di persona a Lucca il 25 luglio 1081 in compagnia dell'anti-papa Clemente III, affidò al vescovo scismatico Pietro, che era stato alla guida dei canonici ribelli nella insurrezione contro il vescovo di Lucca Anselmo II, non solo l'episcopato, ma anche la stessa città di Lucca, attraverso il conferimento dei regalia, con il conseguente spodestamento della cugina Matilde dalla marca toscana.
All'inizio del 1082, Enrico riapparve davanti a Roma. Il re riuscì a persuadere il normanno Giordano I di Capua a cambiare partito e i Normanni di Puglia e Capua erano ormai divisi nel loro atteggiamento nei confronti del papa. Dopo che a Roma si era formata una resistenza a Gregorio, Enrico riuscì a prendere la città nel 1084: Il fattore decisivo fu la defezione di tredici cardinali che non erano più disposti ad accettare l'atteggiamento intransigente di Gregorio e il suo stile di governo autocratico, e questo si ritirò a Castel Sant'Angelo, rifiutandosi di accogliere Enrico, sebbene quest'ultimo avesse offerto di consegnargli Guiberto come prigioniero se il papa avesse accettato di incoronarlo imperatore. Il 21 marzo 1084 fu convocato un sinodo che spogliò Gregorio della sua dignità papale e lo scomunicò. La base della deposizione era l'accusa principale di essersi reso colpevole del crimine di lesa maestà per aver riconosciuto l'anti-re Rodolfo. Il papa Clemente III incoronò Enrico e la sua consorte imperatore e imperatrice la domenica di Pasqua (31 marzo) del 1084. Questo momento è considerato il culmine del regno di Enrico. Poco dopo l'incoronazione imperiale, un diploma del 24 maggio 1084 sottolinea l'immediata investitura divina (A deo coronatus): era infatti ora cruciale sottolineare l'immediatezza verso Dio senza la mediazione del clero, specialmente del papa.
Gregorio VII sperava nell'intervento del duca normanno Roberto il Guiscardo, per il quale un forte potere imperiale in Italia rappresentava una minaccia al consolidamento del suo dominio normanno. Il 28 maggio 1084 i Normanni presero Roma e l'esercito di Enrico fuggì dalla città; le truppe di Roberto il Guiscardo liberarono il pontefice, ma saccheggiarono e diedero fuoco alla città. A causa dei successivi disordini contro gli alleati del papa, Gregorio lasciò la città con un piccolo seguito e si ritirò a Salerno, ove morì il 25 maggio 1085. Mentre era sul letto di morte, escluse espressamente Enrico e Guiberto/Clemente III e i capi del loro partito dal suo perdono. In poche settimane Enrico si ritirò a Verona via Pisa e annunciò ai suoi seguaci a nord delle Alpi la sua imminente apparizione a Ratisbona. Enrico lasciò il figlio minorenne Corrado nel Nord Italia per garantire nel regno d'Italia la presenza della regalità salica.

### Consolidamento del potere e persistenza della crisi: gli anni '80 e '90 del XI secolo
Intorno alla metà del 1084, Enrico era tornato nella parte settentrionale dell'impero. A Magonza fece valere la sua richiesta di investitura all'inizio di ottobre 1084 con la nomina di Wezilo ad arcivescovo di Magonza. Poi si rivolse contro il vescovo Ermanno di Metz, e questo e la sua città si sottomisero imperatore che si stava avvicinando. Nonostante la sottomissione, tuttavia, Ermanno fu rimosso dall'incarico nel maggio 1085 in un sinodo a Magonza. Altri quindici vescovi gregoriani furono deposti e scomunicati e fu proclamata una pace di Dio. Enrico elevò il suo collaboratore di lunga data, il duca Vratislao II di Boemia, al rango di re.
Il 20 gennaio 1085 ebbero luogo nuovi negoziati tra la parte sassone e quella reale a Gerstungen-Berka in Turingia. La questione dibattuta era se fosse lecito vivere in comunità con persone scomunicate. La fazione regia era sostenuta dai quattro arcivescovi Liemaro di Amburgo-Brema, Wezilo di Magonza, Sigewin di Colonia ed Egilberto di Treviri; i gregoriani erano rappresentati dal cardinale legato Eudes d'Ostia (divenuto poi papa con il nome di Urbano II), Gebeardo di Salisburgo e Arduico di Magdeburgo, oltre ad altri vescovi sassoni. I sostenitori di Enrico uscirono da questi negoziati più forti. Con la morte dei suoi capi Ottone di Northeim (1083) e del vescovo Burcardo II di Halberstadt (1088), il movimento di opposizione sassone crollò negli anni seguenti. Gli avversari dell'imperatore non riuscirono a elevare un terzo anti-re dopo la morte del fallimentare Ermanno di Salm, ma Enrico, da parte sua, non era in grado di legare definitivamente la Sassonia al suo regno. Infine, nel 1088, fu raggiunto un accordo di pace tra Enrico e i sassoni.
Nel 1087, Enrico fece incoronare suo figlio Corrado re ad Aquisgrana, nel tentativo di assicurarsi la successione della stirpe salica. Nello stesso anno morì sua moglie Berta. Il 14 agosto 1089 l'imperatore sposò a Colonia Prassede (Adelaide), figlia del granduca Vsevolod I di Kiev e vedova del margravio Enrico di Stade, nata intorno al 1070, forse per rafforzare l'accordo di pace negoziato con i vescovi e i principi sassoni nel 1088. L'incoronazione dell'imperatrice fu effettuata dall'arcivescovo Arduico di Magdeburgo, un ex avversario di Enrico. Intorno al 1090, Enrico emise il primo privilegio di protezione per gli ebrei di Worms, rifacendosi a precedenti disposizioni carolinge: questo privilegio poneva gli ebrei sotto la protezione speciale del re e regolava i loro diritti nel trattare con i loro concittadini cristiani. Nel 1090, Enrico concesse un privilegio anche agli ebrei di Spira.
In Italia, intanto, la situazione per il re si era deteriorata. Nel 1090, i suoi avversari dell'Italia settentrionale e meridionale si unirono. Il papa gregoriano Urbano II riuscì a tenere testa all'anti-papa imperiale Clemente III, e l'arcivescovo Anselmo III di Milano si unì a lui. Urbano, che è considerato un grande pragmatico tra i papi riformatori, aiutò la chiesa riformata ad affermarsi nel periodo successivo. Nel 1089 riuscì a mediare un matrimonio tra la quarantatreenne margravia Matilde di Canossa e il diciottenne Guelfo I, ottenendo così un'effettiva unione dei partiti anti-saliani a nord e a sud delle Alpi. La nuova costellazione di forze in Italia spinse Enrico a fare la sua terza Italienzug nel 1090. Nell'Italia imperiale, soprattutto nella sfera di potere di Matilde di Canossa, Enrico promosse lo strato nascente della borghesia urbana (Lucca, Pisa, Mantova). Molti dei membri di ricche famiglie di mercanti promossi da Enrico, come a Pisa, avrebbero ricoperto in futuro il consolato della città. Dopo un anno di assedio, Enrico prese Mantova e vi celebrò la Pasqua nel 1091. Nel 1092 si rivolse a Canossa, sede della margravia Matilde. Lì, tuttavia, i suoi successi militari furono vanificati da un improvviso fallimento degli assediati.
Nella primavera del 1093 suo figlio primogenito Corrado si ribellò al padre e l'anno successivo la sua seconda moglie Prassede/Adelaide fuggì presso i suoi avversari italiani. Corrado si fece incoronare re d'Italia a Milano nel 1093 e prese contatto con papa Urbano II, che gli promise la corona imperiale. Sposando una figlia del conte normanno Ruggero, Costanza, Urbano lo integrò pienamente nella rete papale. Tuttavia, l'anti-regalità di Corrado in Italia rimase priva di significato nella parte settentrionale dell'impero. La parte gregoriana, tuttavia, poté approfittare della fuga e del cambio di partito di Prassede/Adelaide: essa si presentò al concilio di Piacenza all'inizio di marzo 1095 e si lamentò pubblicamente «degli oltraggiosi abomini di fornicazione che aveva sopportato con suo marito». Il salico fu scomunicato di nuovo a causa delle suddette accuse.
Enrico non poté lasciare l'Italia a causa del blocco dei valichi alpini da parte di una coalizione dei duchi tedesco-meridionali Guelfo di Baviera e Bertoldo di Zähringen con il vescovo Gebeardo di Costanza. Costretto all'inattività, trascorse gli anni dal 1093 al 1096 rinchiuso nel nord Italia. Non un solo diploma emesso da lui è sopravvissuto dall'anno 1094. Tra Milano, Cremona, Lodi e Piacenza si formò in questo periodo un'unione di città lombarde, che si unì alla coalizione guelfa-canossiana. Enrico ricevette appoggio solo da Aquileia e Venezia. I veneziani ricevettero un ampio privilegio commerciale per il loro sostegno da Enrico. Secondo una voce gregoriana, Enrico era così angosciato che considerò persino il suicidio. Nel frattempo, Urbano fu in grado di viaggiare nel sud della Francia e dare il via alla prima crociata.
Nel frattempo, le idee della riforma gregoriana continuarono a diffondersi in tutto l'impero. L'idea di riforma si diffuse tra l'aristocrazia e portò, soprattutto in Svevia e in Sassonia, a uno stretto legame tra l'opposizione nobile-principesca e il movimento di riforma della chiesa. In Svevia lo Staufer Federico I venne nominato duca di Svevia nel 1079, fidanzandosi contemporaneamente con la figlia del re Agnese; a lui gli venne opposto Bertoldo I e alla di lui morte i gregoriani si accordarono nel 1092 per l'elevazione di un ulteriore duca avversario, lo Zähringen Bertoldo II. A Ulma si accordarono per un Landfrieden nel paese, che però non includeva i seguaci di Enrico IV. La maggior parte delle abbazie, tuttavia, prese una posizione neutrale nei conflitti di Enrico con il papato riformatore e l'opposizione dei principi, ed essi non rinunciarono alla loro fedeltà al re né cercarono contatti con il papato riformatore e i suoi sostenitori. Gli oppositori più accaniti di Enrico, tuttavia, includevano i monasteri di Reichenau, Corvey, San Biagio, Hirsau, Polirone e Montecassino; Hirsau in particolare si affermò come centro della riforma monastica ed ecclesiastica.
Solo la brusca fine del matrimonio tra Guelfo e Matilde nel 1095 aprì nuove possibilità di azione per Enrico. Raggiunse un accordo con i Welfen e nel 1096 riconobbe Guelfo I come duca di Baviera. Forse il carattere ereditario del ducato di Baviera fu così assicurato ai Welfen. Enrico raggiunse anche un accordo con gli Zähringer nel 1098. Lo Staufer Federico mantenne il ducato, ma allo Zähringer fu permesso di mantenere il titolo di duca e il suo dominio, che fu ampliato dall'esteso baliaggio imperiale di Zurigo. Era ora presente il ducato di Svevia e un "duca di Zähringen". La riconciliazione con i gruppi di opposizione costituì il presupposto per il ritorno di Enrico dall'Italia.
Il governo dell'imperatore sembrò consolidarsi negli anni seguenti. Quando Enrico celebrò la Pentecoste a Ratisbona dopo il suo ritorno dall'Italia, apparve un gran numero di principi imperiali secolari ed ecclesiastici. Anche i successivi Hoftag furono molto frequentati, e le elevazioni dei vescovi venivano quasi sempre effettuate senza opposizione agli interessi dell'imperatore. Enrico prese provvedimenti contro l'arcivescovo Rutardo di Magonza perché non aveva dato agli ebrei sufficiente protezione durante i pogrom connessi con l'inizio della prima crociata. Rutardo dovette quindi ritirarsi in Turingia e cercò di organizzare l'opposizione al re. Nel 1098, al sinodo di Magonza, Enrico riuscì a ottenere il consenso dei principi alla diseredazione di suo figlio Corrado, nonostante alcune perplessità. Corrado fu quindi privato della sua regalità e della sua eredità a vantaggio del figlio minore di Enrico, Enrico V. Nel fare ciò, Enrico sfruttò abilmente l'immagine sempre più pronunciata dei principi di prendersi cura del benessere del regno, sostenendo che i principi sarebbero almeno intervenuti nell'interesse dello stato (rei publicae causae) se qualcuno fosse arrivato a governare attraverso la violenza e il crimine. Suo figlio Enrico V, nato nel 1086, fu quindi incoronato ad Aquisgrana il 6 gennaio 1099. Enrico gli fece giurare di non impadronirsi mai del regno o delle proprietà di suo padre con la forza durante la sua vita. Papa Urbano II morì a Roma il 29 luglio 1099, e i riformatori della chiesa elessero Pasquale II come suo successore. L'antipapa, Clemente III, morì l'8 settembre 1100. Da allora in poi, l'investitura da parte del re fu il centro del conflitto tra l'imperatore e il papa. Negli anni seguenti, Pasquale II cercò di portare dalla propria parte i principi tedeschi.
Al volgere del secolo, Enrico si dedicò sempre più al mantenimento della pace. Nel 1103, a Magonza fu proclamata un Landfrieden in tutto l'impero. Alcuni dei principi più potenti dell'impero, Guelfo II di Baviera, Bertoldo II di Zähringen e Federico I di Svevia, si unirono a Enrico IV per invocare la pace in tutto l'impero e chi rompeva la pace veniva minacciato con severe punizioni corporali senza tener conto della classe. Oltre ai chierici, anche i mercanti e gli ebrei furono inclusi nella protezione della pace. La pace apparentemente non ebbe conseguenze pratiche di vasta portata, ma l'idea di base fu epocale.

### Deposizione da parte del figlio

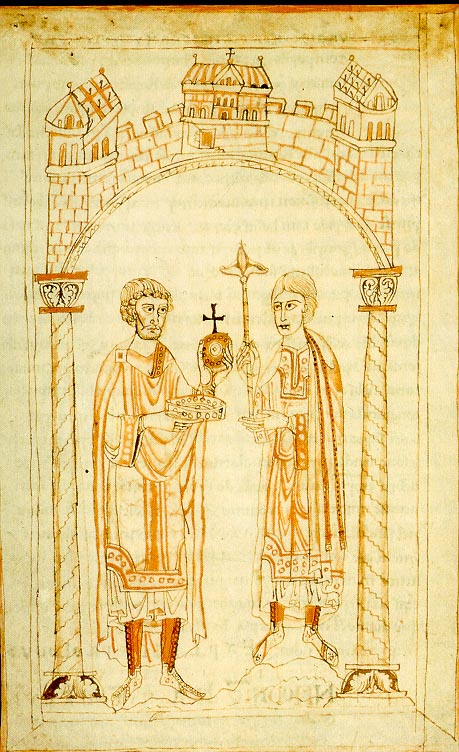
Trasferimento del potere da Enrico IV a suo figlio Enrico V, illustrazione dalla Cronaca di Eccheardo d'Aura. Enrico IV porge al figlio Enrico V, che tiene nella mano destra lo scettro gigliato, le insegne imperiali, la sphaira (con croce) e la corona. Il giovane Enrico deve stare su una collina per essere all'altezza di suo padre e da questo prende le insegne imperiali e quindi il dominio. Il disegno, realizzato intorno al 1106, intende dare l'impressione che il governo sia passato pacificamente da Enrico IV a suo figlio Enrico V. Eccheardo d'Aura, Chronicon universale, Berlino, Staatsbibliothek, Ms. lat. fol. 295, fol. 99r.

Con la morte prematura del figlio maggiore Corrado, il 27 luglio 1101, fu scongiurato il pericolo di una contesa fraterna per la successione al trono. Stefan Weinfurter spiega le ragioni del giovane Enrico nel prendere le distanze da suo padre e rompere il giuramento di fedeltà facendo riferimento alle idee della nobiltà orientata alla riforma, che nel frattempo rivendicava per sé la responsabilità del regno. Enrico V si vide costretto ad agire se voleva assicurare la regalità alla sua dinastia. La nobiltà bavarese gli aveva fatto notare con enfasi il pericolo di perdere il suo dominio. Se avesse aspettato la morte di suo padre per salire al trono, qualcun altro lo avrebbe preceduto sul trono. Weinfurter suppone che un altro motivo della ribellione del figlio fosse la paura per la salvezza della sua anima. Enrico V entrò in una "comunità di salvezza" con altri giovani nobili, che però si sciolse solo pochi anni dopo l'inizio del regno di Enrico. Secondo Gerd Althoff, gli eventi locali a Ratisbona furono decisivi per la rivolta: infatti Enrico IV non impedì ai ministeriali e ai cittadini di assassinare Siegeardo di Burghausen nel febbraio 1104.
Nel Natale del 1104, Enrico V assunse la guida di un gruppo di giovani principi di Ratisbona che decisero di ribellarsi al vecchio imperatore. Dalla Baviera, Enrico V inviò dei messaggeri a papa Pasquale chiedendo consiglio sul giuramento che aveva fatto a suo padre e che ora avrebbe infranto. Attraverso il vescovo Gebeardo di Costanza, il papa trasmise la sua benedizione apostolica, promettendo a Enrico V l'assoluzione nel Giudizio Universale se fosse stato un re giusto e governatore della Chiesa. Nel 1105, ci furono numerose battaglie, inizialmente senza successo clamoroso. Alla fine di ottobre 1105, tuttavia, Enrico V riuscì a prendere Spira con l'aiuto del balivo locale. Con Gebeardo, abate di Hirsau, fu in grado di installare uno dei peggiori avversari di Enrico IV come nuovo vescovo. Il capitolo della cattedrale di Spira, fino a quel momento il più importante sostegno dell'imperatore, fu così sottomesso. Nell'autunno del 1105, padre e figlio radunarono le loro truppe. Tuttavia, il senso di responsabilità di entrambi i principi impedì lo svolgimento della battaglia decisiva, e i principi di entrambe le parti iniziarono i colloqui di pace. A Natale 1105, si decise di risolvere la controversia in un Hoftag a Magonza.
Enrico V si mostrò pronto a pentirsi e riconciliarsi, suo padre lo strinse al petto con le lacrime e congedò il suo esercito. Suo figlio gli consigliò di andare al castello di Böckelheim per la sua protezione. Tuttavia, i soliti rituali di riconciliazione (cadute da in piedi, lacrime e baci), che erano stati vincolanti fino ad allora, sembra apparentemente che persero la loro efficacia nel conflitto padre-figlio, in quanto, non appena Enrico IV arrivò al castello, fu fatto prigioniero. Il suo carceriere fu Gebeardo, il nuovo vescovo di Spira, il quale tormentò così tanto l'imperatore che questi rinunciò al suo dominio pochi giorni dopo ed estorse la consegna delle insegne imperiali. Il controverso problema se e come un imperatore potesse essere deposto era stato così risolto e il trasferimento del potere era ora possibile senza guerre e spargimenti di sangue. Il comportamento del figlio è stato descritto dal padre come «nefasto tradimento», come «inumano e crudele, contro ogni legge», oltre che eseguito con «inganno e frode».
In una riunione dei principi a Ingelheim il 31 dicembre 1105, Enrico IV dovette abdicare al trono sotto la massiccia pressione dei principi. Il 5 gennaio 1106, Enrico V fu eletto re dai principi a Magonza. L'arcivescovo Rutardo di Magonza gli consegnò le insegne imperiali. Con il loro trasferimento «fu garantita la piena legittimità dell'assunzione del potere da parte di Enrico V durante la vita del padre».

### La fine di Enrico IV

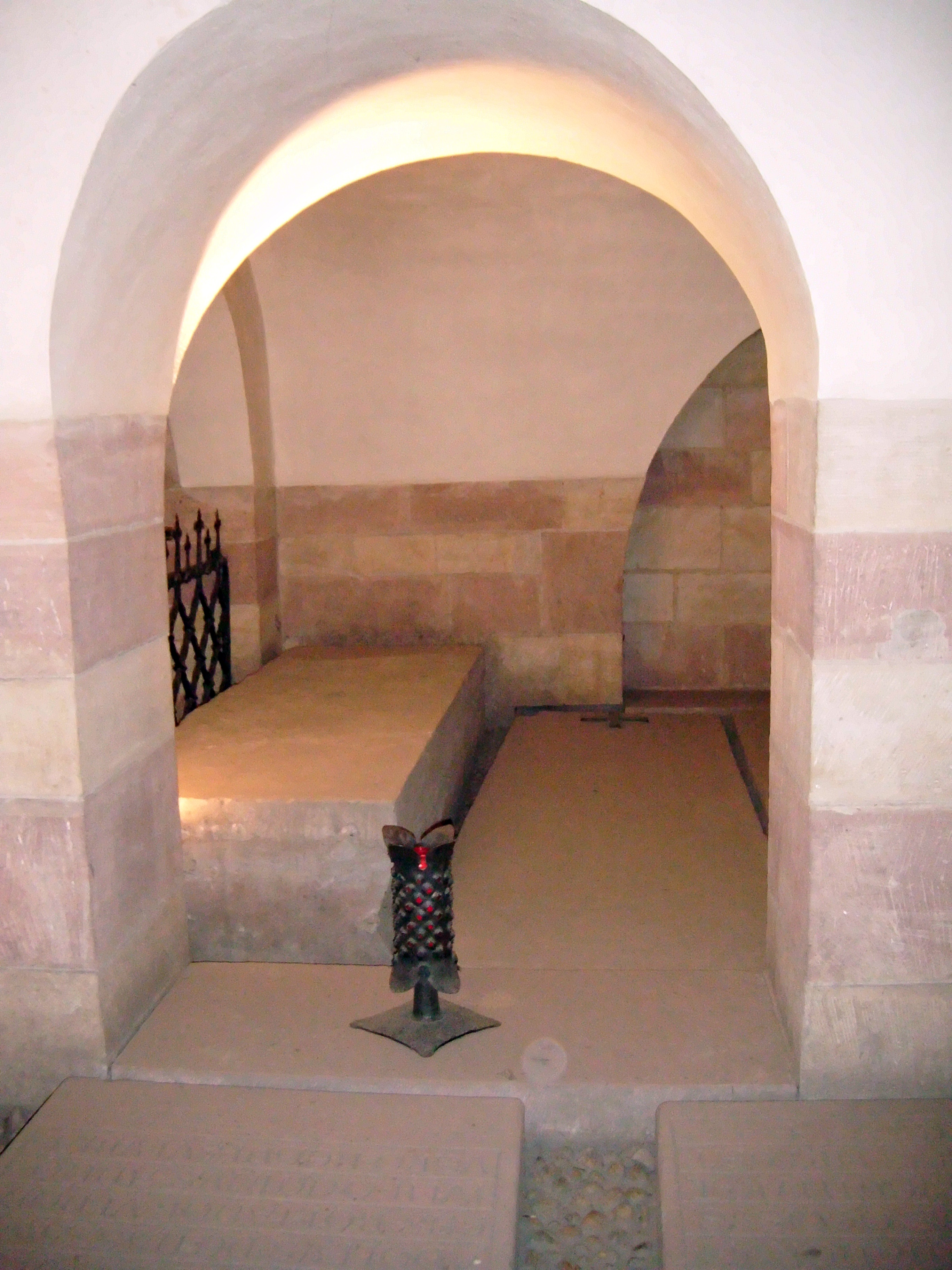
Cattedrale di Spira, tombe dell'imperatore Enrico III (dietro a destra) ed Enrico IV (dietro a sinistra).

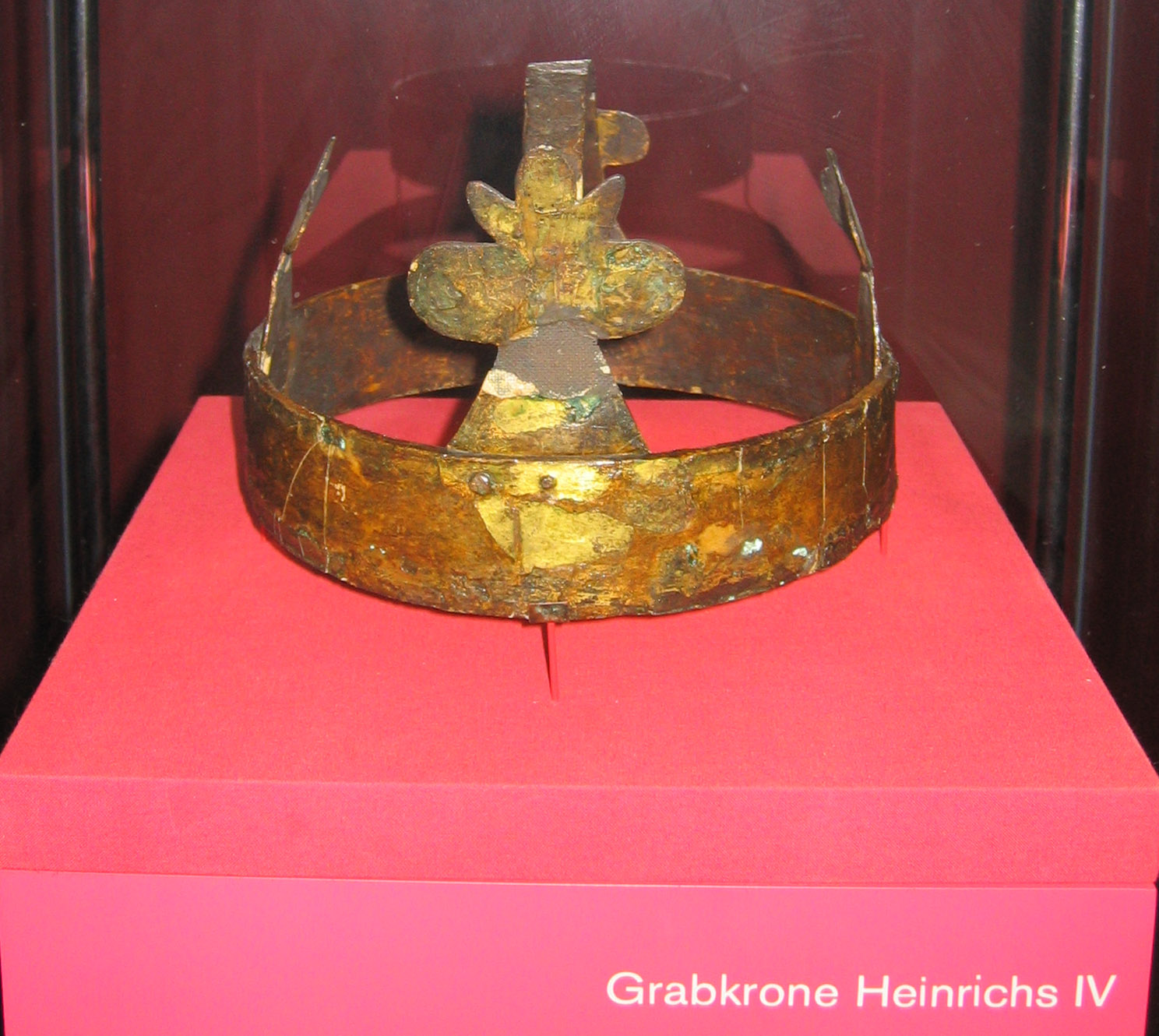
La corona sepolcrale di Enrico IV dal tesoro della cattedrale di Spira.

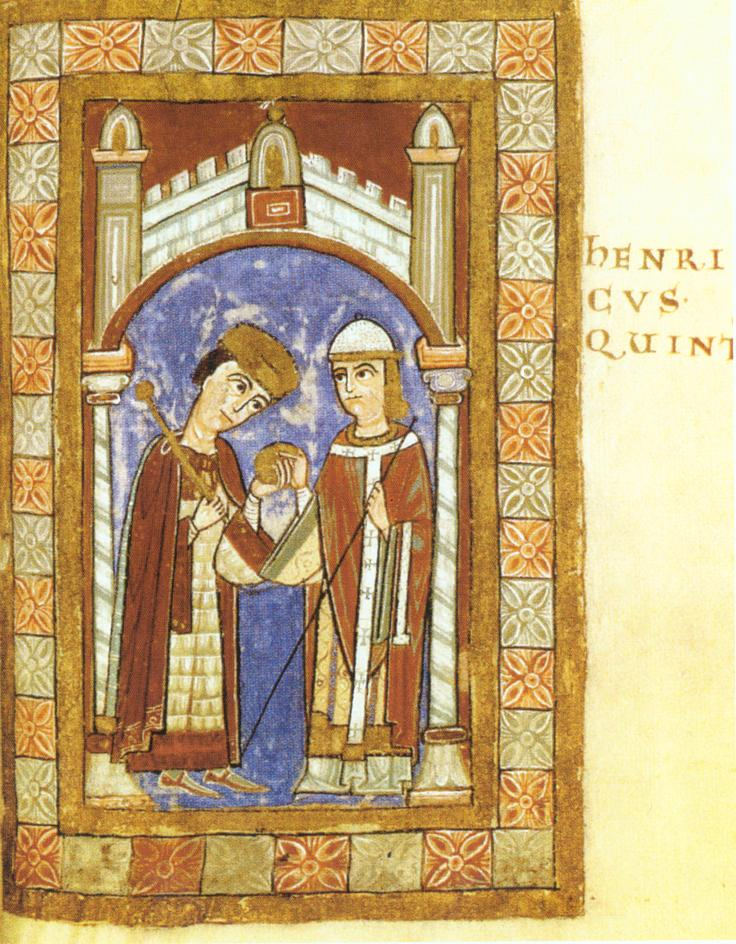
L'arcivescovo Rutardo di Magonza presenta la sphaira a Enrico V (Anonyme Kaiserchronik für Heinrich V., 1112/1114, Cambridge, Corpus Christi College, The Parker Library, Ms. 373, fol.83r).

Il vecchio imperatore Enrico IV riuscì a fuggire dal palazzo di Ingelheim alla fine di gennaio o all'inizio di febbraio 1106 e a organizzare la resistenza. Il giovedì santo 1106, le truppe di Enrico V furono sconfitte a Visé sulla Mosa. Dopo questi promettenti inizi, tuttavia, Enrico IV si ammalò e morì a Liegi il 7 agosto 1106 e lì ricevette una onorevole sepoltura nella cattedrale. I principi, tuttavia, si opposero a tale gesto, poiché la scomunica della chiesa non era ancora stata revocata. Il defunto imperatore fu esumato dalla sua tomba e sepolto in terra sconsacrata in una cappella anch'essa sconsacrata fuori città a Cornelio monte sita (oggi Cornillon, frazione di Liegi). Enrico V annullò la decisione dei principi poco più tardi, fece esumare di nuovo il cadavere dalla terra sconsacrata il 24 agosto e lo trasferì prima a Liegi, poi a Spira, per essere sepolto lì nella cattedrale di Santa Maria. Gebeardo, il vescovo di Spira, tuttavia, proibì la sepoltura e le cerimonie funebri, e così l'imperatore trovò il suo luogo di riposo temporaneo in una cappella non consacrata annessa alla cattedrale, che in seguito divenne la Afrakapelle. Questa decisione portò a tumulti tra la gente di Spira, e Gebeardo dovette ritirarsi dalla città nel 1106 e i contadini, trattando i resti del salico alla stregua di reliquie, mettevano dei semi sulla bara, che poi spargevano sui campi allo scopo di aumentare la resa del raccolto. Il corpo di Enrico fu trasferito nella cripta della cattedrale solo il 7 agosto 1111 e sepolto lì dopo che suo figlio ebbe ottenuto dal papa la revoca della scomunica.
Mentre vennero redatte ventisei voci nei necrologi per il primo salico, Corrado II, Enrico è registrato solo in 14 Totenbüchern. I monasteri imperiali di Lorsch, Fulda, Hersfeld, Prüm o Niederaltaich, ma anche monasteri vescovili come Sant'Emmerano a Ratisbona, Weihenstephan a Frisinga, Weltenburg o Neuenheerse registrarono la morte di Enrico nel loro necrologio. Le prestigiose abbazie di Echternach, Subiaco e Farfa, oltre che il priorato cassinese di Santa Maria in Albaneta vicino a Montecassino accolsero Enrico nella loro comunità di preghiera durante la sua vita e conservarono una memoria permanente del loro confratello regio nella pratica liturgica. Nei libri dei defunti dei monasteri riformisti di Hirsau e Michelsberg, ma anche a Weißenburg, Reichenau, San Gallo, Einsiedeln, Ebersberg e Montecassino, invece, manca la data della sua morte.

## Discendenza
Dal suo matrimonio del 1066 con Berta di Savoia Enrico ebbe cinque figli:
- Adelaide (1070 - 4 giugno prima del 1079), sepolta nel duomo di Spira;
- Enrico (1/2 agosto 1071 - 2 agosto 1071 a Harzburg); la sua tomba nel castello di Harzbug venne violata dai contadini facinorosi tre anni dopo assieme a quello dello zio e duca, anch'esso morto infante, Corrado[145];
- Agnese (estate 1072/inizi 1073 - 24 settembre 1143), sepolta nel convento di Klosterneuburg, sposò nel 1086/1087 Federico I, duca di Svevia e, rimastane vedova, nel 1106 Leopoldo III, margravio d'Austria;
- Corrado (1074 - 1101), duca di Lotaringia, coreggente dell'impero romano dal 1087 al 1098, sposò nel 1095 Costanza di Sicilia, figlia del Gran conte Ruggero I di Sicilia;
- Enrico V (1086 - 1125) rex Romanorum dal 1098, Imperatore Romano dal 1111 alla morte, sposò nel 1114 Matilde (1102 - 1167), figlia del re Enrico I d'Inghilterra.

Il 14 agosto 1089 Enrico IV sposò in seconde nozze Adelaide di Kiev (1071 ca. - 1109), figlia del principe Vsevolod I di Kiev. Il matrimonio, da cui non nacquero eredi, fu sciolto nel 1095 e Adelaide si ritirò in convento a Kiev.
Probabilmente ebbe inoltre un figlio dal nome sconosciuto: durante la sua terza Italienzug, Enrico IV si ritirò dall'assedio di Monteveglio a causa del dolore per la morte di un figlio durante l'assedio; il suo corpo venne inviato a Verona, venendo deposto in una magnifica tomba eretta appositamente per lui; Meyer von Kronau collega il figlio ivi citato con il figlio presente durante la battaglia di Volta Mantovana del 1080 citato da Donizone; Dümmler identifica questo figlio come un figlio illegittimo nato prima del suo matrimonio con Berta di Savoia del 1066.

## Ascendenza
|                          |                           |                                | Genitori                   |  |  | Nonni |  |  | Bisnonni        |  |  | Trisnonni            |  |
|                          |                           |                                |                            |  |  |       |  |  | Enrico di Spira |  |  | Ottone I di Carinzia |  |
|                          |                           |                                |                            |  |  |       |  |  | Enrico di Spira |  |  | Ottone I di Carinzia |  |
|                          |                           | Giuditta di Carinzia           |                            |  |  |       |  |  | Enrico di Spira |  |  |                      |  |
| Corrado II il Salico     |                           |                                |                            |  |  |       |  |  | Enrico di Spira |  |  |                      |  |
|                          |                           | Adelaide di Metz               | Richard di Metz, probabile |  |  |       |  |  |                 |  |  |                      |  |
|                          |                           | Adelaide di Metz               | Richard di Metz, probabile |  |  |       |  |  |                 |  |  |                      |  |
|                          |                           | Adelaide di Metz               | Bertha di Metz, probabile  |  |  |       |  |  |                 |  |  |                      |  |
| Enrico III il Nero       |                           | Adelaide di Metz               |                            |  |  |       |  |  |                 |  |  |                      |  |
|                          |                           | Ermanno II di Svevia           | Corrado I di Svevia        |  |  |       |  |  |                 |  |  |                      |  |
|                          |                           | Ermanno II di Svevia           | Corrado I di Svevia        |  |  |       |  |  |                 |  |  |                      |  |
|                          |                           | Ermanno II di Svevia           | Richlind di Sassonia       |  |  |       |  |  |                 |  |  |                      |  |
| Gisella di Svevia        |                           | Ermanno II di Svevia           |                            |  |  |       |  |  |                 |  |  |                      |  |
|                          |                           | Gerberga di Borgogna           | Corrado III di Borgogna    |  |  |       |  |  |                 |  |  |                      |  |
|                          |                           | Gerberga di Borgogna           | Corrado III di Borgogna    |  |  |       |  |  |                 |  |  |                      |  |
|                          |                           | Gerberga di Borgogna           | Matilde di Francia         |  |  |       |  |  |                 |  |  |                      |  |
| Enrico IV di Franconia   |                           | Gerberga di Borgogna           |                            |  |  |       |  |  |                 |  |  |                      |  |
|                          | Guglielmo IV di Aquitania | Guglielmo III di Aquitania     |                            |  |  |       |  |  |                 |  |  |                      |  |
|                          | Guglielmo IV di Aquitania | Guglielmo III di Aquitania     |                            |  |  |       |  |  |                 |  |  |                      |  |
|                          | Guglielmo IV di Aquitania | Gerloc                         |                            |  |  |       |  |  |                 |  |  |                      |  |
| Guglielmo V di Aquitania | Guglielmo IV di Aquitania |                                |                            |  |  |       |  |  |                 |  |  |                      |  |
|                          |                           | Emma di Blois                  | Tebaldo I di Blois         |  |  |       |  |  |                 |  |  |                      |  |
|                          |                           | Emma di Blois                  | Tebaldo I di Blois         |  |  |       |  |  |                 |  |  |                      |  |
|                          |                           | Emma di Blois                  | Liutgarda di Vermandois    |  |  |       |  |  |                 |  |  |                      |  |
| Agnese di Poitou         |                           | Emma di Blois                  |                            |  |  |       |  |  |                 |  |  |                      |  |
|                          |                           | Ottone I Guglielmo di Borgogna | Adalberto II d'Ivrea       |  |  |       |  |  |                 |  |  |                      |  |
|                          |                           | Ottone I Guglielmo di Borgogna | Adalberto II d'Ivrea       |  |  |       |  |  |                 |  |  |                      |  |
|                          |                           | Ottone I Guglielmo di Borgogna | Gerberga di Mâcon          |  |  |       |  |  |                 |  |  |                      |  |
| Agnese di Borgogna       |                           | Ottone I Guglielmo di Borgogna |                            |  |  |       |  |  |                 |  |  |                      |  |
|                          |                           | Ermentrude di Roucy            | Renaud di Rheims e Roucy   |  |  |       |  |  |                 |  |  |                      |  |
|                          |                           | Ermentrude di Roucy            | Renaud di Rheims e Roucy   |  |  |       |  |  |                 |  |  |                      |  |
|                          |                           | Ermentrude di Roucy            | Albérade di Hennegau       |  |  |       |  |  |                 |  |  |                      |  |
|                          |                           | Ermentrude di Roucy            |                            |  |  |       |  |  |                 |  |  |                      |  |

## Conseguenze
Alla fine dell'XI secolo, l'idea di un nuovo tipo di responsabilità principesca per l'intero impero divenne tangibile. L'idea di un diritto dinastico (hereditas) alla successione dei sovrani decadde a vantaggio dell'idea della “elezione libera” (electio spontanea) dei principi, tant'è che Enrico V, figlio e successore di Enrico IV, contò i suoi anni di regno dal giorno dell'elezione e dell'insediamento da parte dei principi il 5 gennaio 1106, non contando gli anni in cui fu re grazie all'elevazione del padre. Da quel momento in poi, Santa Maria, patrona della cattedrale di Spira e precedente protettrice della stirpe salica, non fu più garante della regalità. Di conseguenza, Enrico V non sostenne più la cattedrale di Spira in modo speciale e non onorò più la Vergine con donazioni. Invece, Enrico V concesse ai cittadini di Spira numerosi diritti e favori con due privilegi il 7 e il 14 agosto, affinché provvedessero alla salvezza del padre. La libertà dei cittadini, i privilegi e la ripresa economica avrebbero dovuto essere legati nella mente degli abitanti di Spira alla memoria di Enrico IV. Un'intera comunità cittadina era ora obbligata per il memoriale di preghiera.
La morte di Enrico IV non pose fine al conflitto tra i papi e i re. Dopo di lui, cinque imperatori governarono temporaneamente sotto la scomunica papale: Enrico V stesso (dal 1111 al 1122), Federico Barbarossa (dal 1160 al 1177), Ottone IV (dal 1210 alla morte), Federico II (dal 1227 al 1230 e dal 1239 alla morte) e Ludovico IV il Bavaro (dal 1324 alla morte). Come suo padre, Enrico V inizialmente insistette sul diritto di investitura nella forma tradizionale. Nel 1111, durante la sua Romzug, prese in custodia papa Pasquale II e diversi cardinali, costringendo il primo a un'incoronazione imperiale nel 1111, seguita però da un'altra scomunica poco più tardi. Nel 1122, Enrico V e papa Callisto II raggiunsero un compromesso praticabile, che in seguito fu denominato concordato di Worms, in cui nel conferire l'ufficio dei vescovi e degli abati imperiali, si faceva una distinzione tra funzioni spirituali e secolari. Enrico dovette rinunciare al diritto generale di investitura, ma gli fu permesso di investire i beni secolari di una chiesa con uno scettro.

### Enrico nel giudizio della storiografia medievale

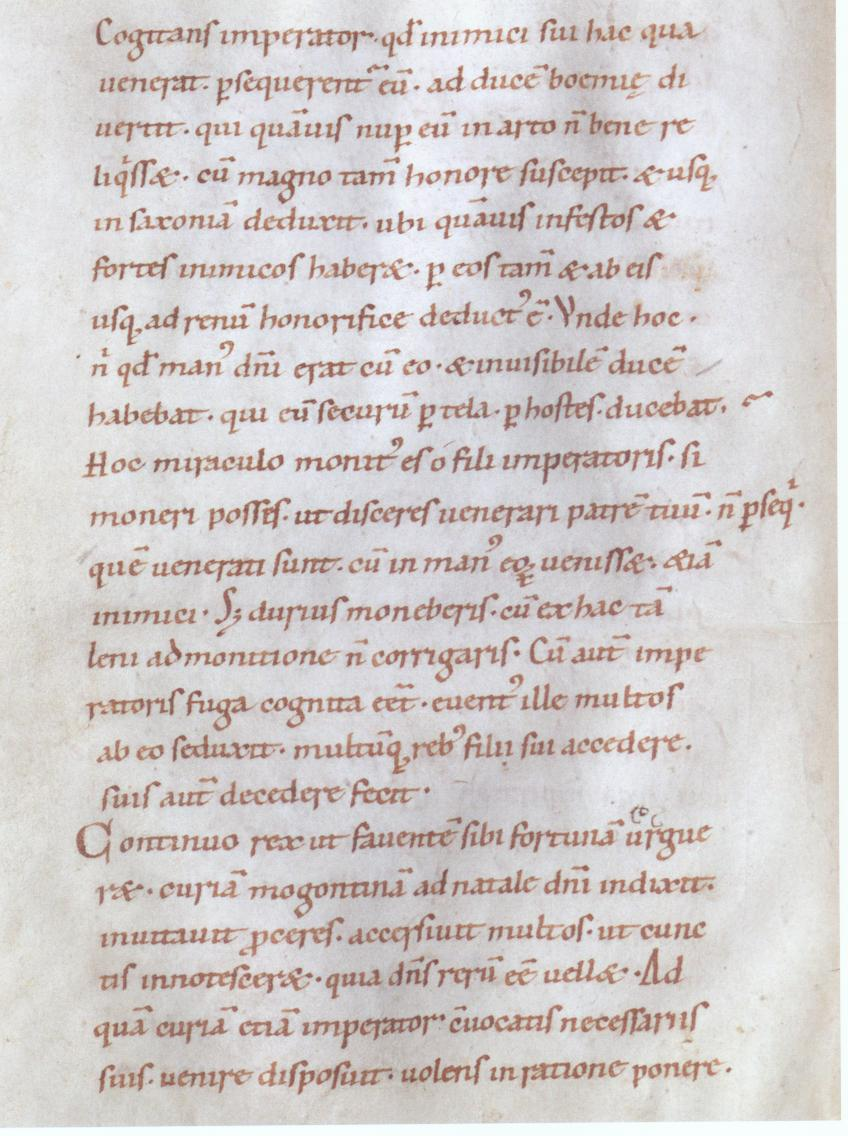
Vita Heinrici IV Imperatoris. Ratisbona, abbazia di Sant'Emmerano. München Bayerische Staatsbibliothek, Clm 14095, 45 fol. 17v.

La personalità del sovrano non può essere colta chiaramente nell'insieme. I giudizi su Enrico IV nella storiografia a lui contemporanea sono o panegirici - come in Benzone di Alba, in Carmen de bello saxonico o nella Vita Heinrici IV Imperatoris - o polemiche odiose come in Lamberto di Hersfeld, Bruno di Merseburgo e anche in Bertoldo di Reichnau o Bernoldo di Costanza.
Gli oppositori di Enrico lo accusarono di quasi tutte le malvagità immaginabili - dall'omicidio a tradimento all'ordine ai suoi confidenti di stuprare dei suoi parenti più stretti da parte. Enrico è descritto come subdolo, calcolatore e insidioso. Soprattutto nei suoi primi anni, i suoi avversari lo accusavano di una moltitudine di misfatti e crimini, come ad esempio di voler sterminare l'alta nobiltà e di voler schiavizzare i sassoni. Le fonti articolano anche frequentemente accuse contro la sua condotta d'ufficio, in quanto non aveva coinvolto i grandi nobili ed ecclesiastici nelle decisioni politiche. Si elencano ulteriori accuse: il trasferimento della residenza in Sassonia, lo scalzamento della nobiltà con la contemporanea preferenza per i ministeriali, la trascuratezza dei doveri di governo a favore della caccia e del gioco d'azzardo, il rapporto con le concubine, l'accoppiamento delle figlie dell'alta nobiltà con uomini di basse origini e reclutamento del seguito reale da parte dei servi reali. Se si segue questa tradizione, un «mostro dovette essersi seduto sul trono», come disse Gerd Tellenbach.
Uno sguardo alle cronache e agli annali importanti rivela la diversità della storiografia nell'epoca della lotta per le investiture. Il conservatore Lamberto di Hersfeld era preoccupato della conservazione dei vecchi valori monastici e politici cristiani, che vedeva ancora incarnati in Enrico III. Enrico IV, d'altra parte, gli sembrava un re incompetente, poiché - a differenza di Rodolfo di Rheinfelden - aveva ignorato i consigli dei principi e quindi aveva distrutto la comunità. Lamberto concluse i suoi annali nel 1077 con l'elezione di Rodolfo di Rheinfelden a re. Da questo punto di vista, Rodolfo sembrava essere il garante del rinnovamento di quegli ideali ai quali Enrico IV aveva fallito a portare avanti. Il sassone Bruno di Merseburgo denominò il salico dopo il 1076 come exrex, in quanto aveva perso il diritto di governare, e terminò il suo libro sulla guerra sassone alla fine del 1081 con l'elezione di Ermanno di Salm.
La partigianeria di Bertoldo di Reichenau fu meno dirompente. Bertoldo continuò la cronaca mondiale di Ermanno il Contratto seguendo un atteggiamento filo-reale fino a circa la metà degli anni '70 del X secolo. Probabilmente a causa della tradizione, questa versione è conservata solo fino al 1066. A metà del 1070, Bertoldo revisionò la sua cronaca e la continuò almeno fino al 1080, in cui il monaco di Reichenau adattò in quel momento la sua presentazione alla mutata struttura dell'ordine politico del suo tempo. Il movimento di riforma ecclesiastica fu portato alla ribalta e Bertoldo prese le distanze da Enrico IV. Dopo il 1080 è sopravvissuta tutta una serie di lettere dettagliate, che sono considerate come le prime testimonianze di un nuovo genere di fonti, gli scritti polemici. Entrambe le parti non si limitavano più alle dispute militari, ma cercavano sempre più di sostenere le loro posizioni con trattati teorici. Gli opuscoli gregoriani caratterizzano Enrico come un tiranno e questo era decaduto dalla sua carica violando i doveri reali e non poteva più essere considerato un sovrano legittimo.
Nelle aspre dispute politiche, la storiografia regia assumeva talvolta il carattere di scritti giustificativi o difensivi. Nell'evidenziare alcune qualità e linee di azione del re, diventa spesso chiara una contro-posizione agli attacchi e alle calunnie della parte avversa. Il Carmen de bello saxonico, che si conclude con la sottomissione dei sassoni a Spier nell'ottobre 1075, si conclude con un appello al re a mostrare clemenza dopo la sua vittoria. Il Carmen, invece, è un poema eroico che loda la persona e le conquiste militari di Enrico IV. Benzone di Alba, un fanatico sostenitore di Enrico nell'Italia imperiale che era stato espulso dal suo vescovado a causa della sua partigianeria presso il re salico, il sovrano è celebrato come il "salvatore" della terra, anzi come l'incarnazione stessa della Divinità (De celo missis, non homo carnis). La speranza che Enrico appaia presto in Italia si esprime con l'epiteto spes Romanorum, il sovrano è celebrato come novus Constantinus. La Vita Heinrici imperatoris, redatta intorno al 1107, è un panegirico dell'imperatore defunto sotto forma di lamento per i morti, in cui il sovrano è rappresentato come il «re dei poveri». In esso, inoltre, viene lodata la sua carità verso i poveri e gli ammalati, in cui l'alimentazione dei poveri, la cura dei malati e la commemorazione dei morti sono particolarmente enfatizzati. Il re appare come l'incarnazione delle tradizionali virtù reali e quindi come un sovrano giusto e retto. L'amore e la venerazione dei poveri sono motivi decisivi per la comprensione dell'aldilà dei sovrani medievali, poiché i poveri erano considerati importanti intercessori presso Dio.
La scomunica del re fece la più forte impressione sull'impero dei salici, mentre il ricordo di Canossa svanì rapidamente anche all'interno dell'Impero. Sette decenni dopo, il vescovo Ottone di Frisinga, nipote di Enrico IV e zio di Federico Barbarossa, sottolineò ancora la natura inaudita e unica della scomunica e della deposizione del salico nella sua Chronica de duabus civitatibus: «Ancora e ancora leggo la storia dei re e imperatori romani, ma non trovo nessuno tra loro prima di Enrico che sia stato scomunicato o deposto dal papa».

### Ricezione

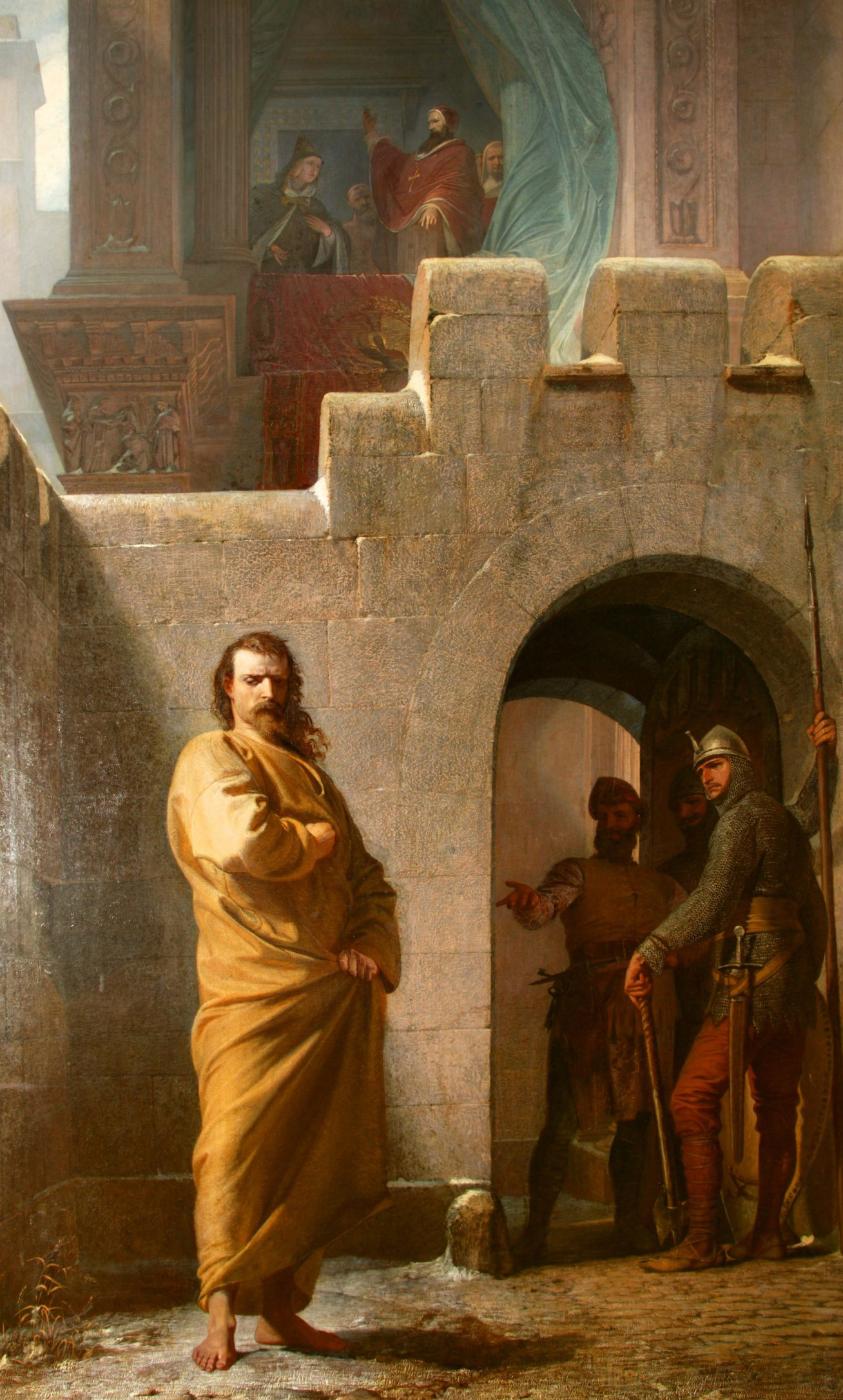
Il dipinto storico Heinrich vor Canossa di Eduard Schwoiser del 1862 mostra un Enrico indomito e ribelle di fronte a Gregorio VII, che lo guarda dall'alto.

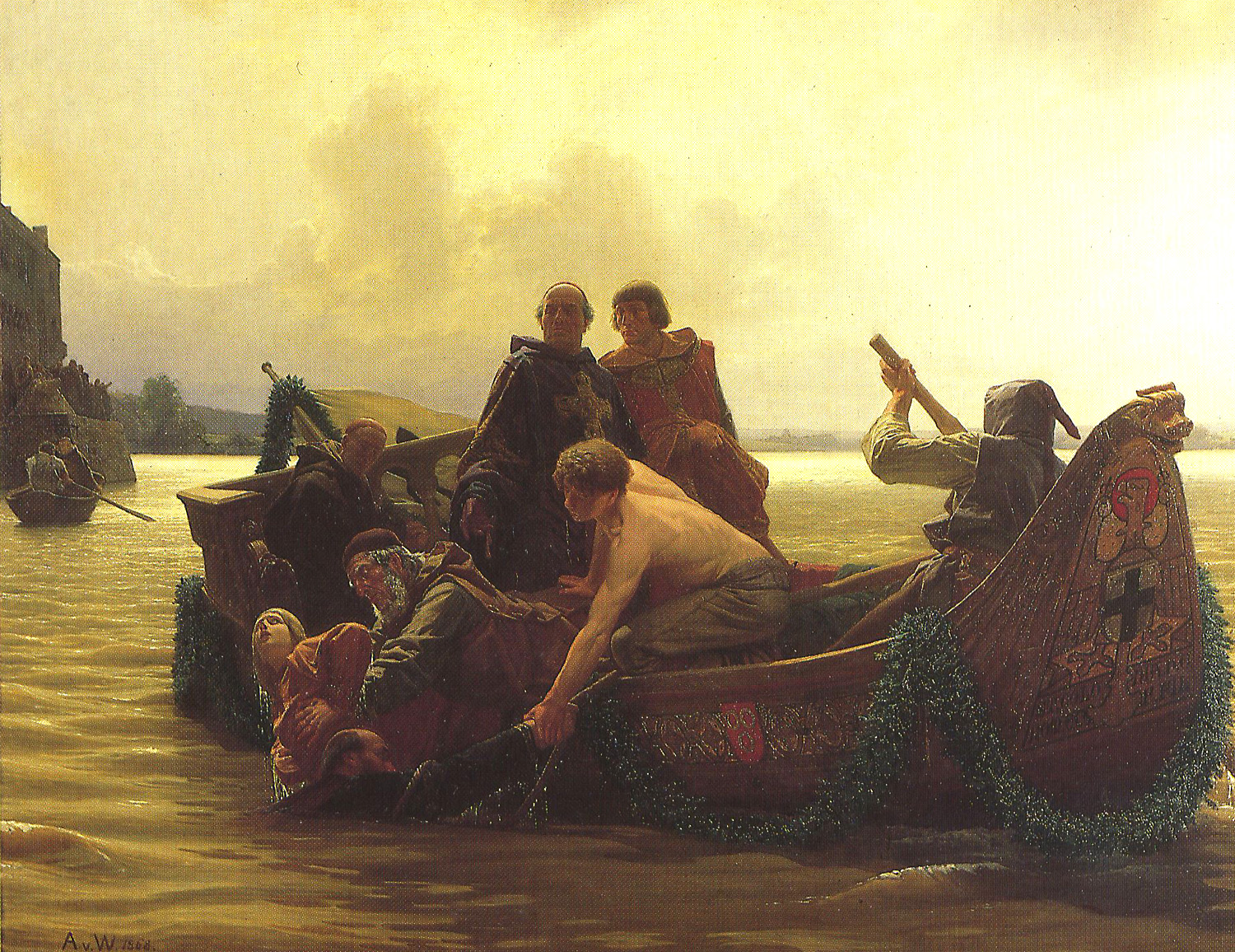
Heinrich IV. durch Anno von Köln geraubt (1868), di Anton von Werner. Il dipinto mostra il momento in cui il giovane re privo di sensi viene tirato fuori dall'acqua da un vecchio barbuto, mentre un rematore con la parte superiore del corpo esposta cerca di far rientrare nella barca il conte Egberto, che è aggrappato a una corda. In piedi, Annone II di Colonia e Ottone di Northeim guardano l'azione con espressioni pietrificate.

Varie situazioni di vita nel regno di Enrico, come il salto del ragazzo nel Reno temendo per la sua vita, la penitenza del re scomunicato nella gelida Canossa o le umilianti circostanze della sua abdicazione, hanno acceso l'immaginazione delle generazioni successive. Il viaggio penitenziale di Enrico a Canossa è considerato ancora oggi la situazione simbolo dell'umiliazione politica.
Durante l'Illuminismo, i drammi di Johann Jakob Bodmer (1768) e Johann Gottfried Dyck (Roms Bannstrahl im 11. Jahrhundert, 1788) discussero la necessità di separare stato e chiesa, concentrandosi più sul conflitto padre-figlio che sulla disputa tra imperatore e papa. Soprattutto nel XIX secolo, furono prodotti numerosi drammi e dipinti storici. Le tendenze anticlericali erano mescolate a quelle nazionali. Nel dramma di Friedrich Rückert (1844), Gregorio VII è ritratto come un acerrimo nemico e l'evento di Canossa come un'umiliazione. L'alterazione dei fatti storici è significativa: secondo un'opera anonima (Kaiser Heinrich IV., 1844), Enrico voltò le spalle a Canossa senza essere assolto dalla scomunica e i soldati distrussero il castello di Canossa. Il punto di vista cattolico fu espresso da Conrad von Bolanden, secondo cui l'apparente debolezza politica di Enrico era giustificata dal suo carattere sensibile.
L'immensa storia dell'impatto di Canossa diventa chiara nella Kulturkampf tra l'Impero tedesco e la Chiesa cattolica nel 1871. Quando sorse un conflitto con la Curia sulla nomina di un inviato tedesco presso la Santa Sede, il cancelliere del Reich Otto von Bismarck pronunciò la famosa frase: «Non preoccupatevi: non andremo a Canossa - né fisicamente né spiritualmente!». Nello stesso anno furono coniate monete commemorative: sul dritto, Bismarck venne raffigurato come il guardiano del dominio imperiale, sul rovescio una Germania personificata che combatte il papa con la sua bolla della scomunica davanti al castello di Canossa con spada e Bibbia; la didascalia recitava “Nicht Nach Canossa!". Nella pittura storica, le vicende di Canossa hanno ispirato, tra gli altri, gli artisti Peter Johann Nepomuk Geiger (intorno al 1840), Peter Carl Geißler (1841 e 1860), Adeodato Malatesta (intorno al 1845), Alfred Rethel (1844), Adolf Schmitz-Crolenburgh (1852), Hermann Freihold Plüddemann (1861) ed Eduard Schwoiser (1860).
Nel XIX secolo, il rapimento del re a Kaiserswerth fu considerato come un simbolo della debolezza della regalità di fronte all'egoismo principesco. Gli artisti Hugo von Reichenbach (1844), Moritz von Schwind (1856), Anton von Werner (1868), Gustav Adolf Closs (1890) fecero tutti riferimento al rapimento di Enrico via nave. Per Hermann Wislicenus, tuttavia, questo episodio non fu un argomento di importanza centrale e nella sala imperiale del palazzo imperiale restaurato a Goslar, l'ingresso in pompa magna dell'imperatore a Magonza nel 1105 fu al centro di un ciclo di affreschi dipinti da Wislicenus. Nella concezione originale, la rappresentazione del rapimento di Kaiserswerth con l'umiliazione di Enrico IV a Canossa intesa come immagine principale aveva lo scopo di dimostrare l'umiliazione della regalità. Ma il pubblico, emotivamente scosso dalla Kulturkampf, sentiva che questo violava il loro sentimento nazionale. Wislicenus fu esortato dal ministro dell'Istruzione prussiano, Adalbert Falk, a non dipingere i «monumenti alla sua disgrazia» sul muro.
La misura in cui un'immagine storica fissa e l'immagine risultante della persona di Enrico IV potevano influenzare anche la presentazione di fatti completamente oggettivi è dimostrata dalla pubblicazione dei risultati antropologici sullo scheletro di Enrico dopo l'apertura delle tombe saliche nella cattedrale di Spira nel 1900: «L'immagine Enrico IV [...] come quella di un uomo alto, forte, impeccabilmente cresciuto [...] la figura di un uomo snello, ma forte, quasi atletico, abile e praticato in tutti gli esercizi cavallereschi. Nel volto, la forza maschile appare abbinata a una grazia quasi femminile». Il viso aveva «un'espressione energica» così come una «certa morbidezza e una speciale bellezza individuale».

### Prospettive storiche e filoni di ricerca
Gli storici del XIX secolo hanno cercato le cause del ritardato emergere dello stato nazionale tedesco soprattutto nel Medioevo. Essi identificarono i re e gli imperatori come i primi rappresentanti del forte potere monarchico che si desiderava avere anche nel presente. Nella visione dominante della storia del XIX e XX secolo, l'impero ai suoi inizi sotto gli Ottoni, i Salici e gli Staufer era considerato estremamente potente e dominante in Europa. Questa posizione, tuttavia, era stata persa dagli imperatori nel corso del tempo e poté essere riconquistata solo con la fondazione dello stato nazionale nel 1871. Secondo questa narrazione principale, il dominio dei re e degli imperatori cominciò a sgretolarsi già nell'XI secolo. I principi tedeschi con i loro interessi particolari e il papato con la sua lotta per la supremazia furono considerati i "becchini" del potere imperiale. Gli eventi di Canossa nel 1077 furono identificati come il «primo punto di svolta» del declino. Attraverso Canossa, la regalità tedesca ricevette «la sua ferita mortale», come diceva ancora Hermann Heimpel negli anni '50.
Il giudizio storico di un sovrano era essenzialmente determinato dalla questione se e come fosse stato in grado di affermare e aumentare il suo potere nei confronti dei due poteri o se avesse contribuito al declino del potere centrale. In questa visione della storia, Enrico svolse un ruolo chiave. La fissazione di un'immagine storica su un potere centrale forte e un re potente ha portato alla difesa del salico, ed Enrico fu virtualmente considerato un martire nella lotta della regalità per un forte potere centrale contro le forze schiaccianti della Chiesa papale gregoriana e dei principi tedeschi. Le sue azioni sono state quindi giudicate da un punto di vista apologetico. Le numerose accuse sollevate dagli avversari (sassoni e gregoriani) contro la sua condotta di governo e di vita furono spesso interpretate come polemiche esagerate o passate sotto silenzio. Storici come Wilhelm von Giesebrecht (1852) o Karl Hampe (1909) erano ben disposti verso il salico, orientati verso questioni di politica e di potere, e giudicavano il governo di Enrico in base alla sua utilità per l'accrescimento del potere reale centrale. La storiografia nazionale ha mantenuto nel complesso un ricordo positivo di Enrico, venendo considerato come sostenitore dei diritti della regalità. Due aspetti sono stati citati per questo fatto: da un lato, la difesa dei fondamenti del potere regio contro gli interessi particolaristici principeschi e, dall'altro, la difesa contro le pretese ierocratiche provenienti dal papato. Enrico, che era visto come un «laico germanico purosangue», fu lodato come «uno dei più eccellenti principi che la Germania abbia mai avuto». Egli sconfisse tutti i suoi avversari, e solo «tramite l'astuzia e il tradimento fu finalmente sconfitto». L'astuta rimozione di suo padre dal potere da parte di suo figlio fu addirittura considerata «l'atto più diabolico di tutta la storia tedesca».
L'opera storica in sette volumi dello storico Gerold Meyer von Knonau, pubblicata tra il 1890 e il 1909, con 3344 pagine stampate di cui 5698 note a piè di pagina, rappresenta qualitativamente e quantitativamente il culmine dell'intero Jahrbücher der Deutschen Geschichte. L'opera, ricca di fonti, divenne «da allora fondamentale per lo studio del regno del salico». Meyer von Knonau non si considerava affatto un biografo e perciò evitò per lo più dichiarazioni caratterizzanti su Enrico IV e cercò di evitare tutte le domande sul significato storico e sulla personalità dell'imperatore; tuttavia, Meyer von Knonau rimase comunque influenzato dall'immagine prussiana contemporanea di Enrico, e le sue decisioni di critica delle fonti plasmarono ulteriormente quadro di ricerca del regno di Enrico fino ai giorni nostri.
Tuttavia, la prospettiva dello stato-nazione da cui il regno di Enrico è stato visto a volte ha portato a critiche e svalutazioni. Lo storico nazional-tedesco Johannes Haller (1926) espresse un giudizio negativo, e per lui Enrico era solo una figura debole, definendolo «né uno statista né un generale». Secondo Heller, il salico fu responsabile non solo dell'abbandono del potere imperiale in Italia, ma anche dell'indebolimento della regalità tedesca. Per i compiti imposti dalla storia, gli mancava la forza necessaria a compierli.
Dopo la seconda guerra mondiale, la visione nazionale della storia venne abbandonata, ma ciò non portò automaticamente a una rivalutazione del suo governo nei decenni successivi. Piuttosto, l'attenzione degli studiosi andò su altri argomenti. Per la mostra dei salici a Spira 1991, la lotta per le investiture e la disputa sul governo di Enrico IV non sono state affrontate nei tre volumi congressuali “Die Salier und das Reich”. La biografia di Enrico di Ian S. Robinson (1999) è rimasta nel solco della tradizione dei più antichi studi medievali di lingua tedesca e non fornisce risultati di ricerca più recenti.
La resistenza e la rivolta dei principi contro la regalità durante il regno di Enrico IV sono state sempre più comprese come un punto di svolta da una prospettiva "costituzionale" negli ultimi due decenni. All'interno dell'ordine politico, l'equilibrio di potere era fondamentalmente cambiato: non era più il re a rappresentare sempre più l'impero, ma i grandi poteri ecclesiastici e secolari, almeno su un piano di parità. Hagen Keller (1983) è riuscito a capire che i grandi decidevano e agivano nelle elezioni per un re, nella consapevolezza del loro ruolo di supporto funzionale alla struttura politica generale dell'impero. Nel corso del secolo, i principi considerarono sempre più come il loro diritto e anche il loro dovere di guidare le sorti dell'impero, anche contro il re se necessario. Non era più il re a salvaguardare l'interesse dell'impero, come credevano le ricerche più antiche, erano finalmente piuttosto i principi che prendevano «il destino dell'impero nelle loro mani», per i quali «il benessere dell'impero aveva la priorità» che «ponevano la loro responsabilità per l'impero al di sopra dei propri desideri» e «in tempi di crisi potevano anche proteggere l'impero dal re».
In occasione del 900º anniversario della sua morte nel 2006, mostre e conferenze sono state nuovamente dedicate a Enrico e al suo tempo a Spira, Paderborn, Goslar e a Reichenau. Nella sua biografia, Gerd Althoff (2006) ha interpretato le numerose accuse contro Enrico come «argomenti nelle dispute politiche e come indicatori del clima politico prevalente». Althoff tende a interpretare le accuse degli oppositori di Enrico come prove circostanziali di una reale cattiva condotta piuttosto che come semplice propaganda. Per Althoff, la «caratteristica essenziale della personalità di Enrico» è una «impressione di intrighi tattici e comportamento disonesto». Nel suo giudizio complessivo conclusivo, piuttosto negativo, predominano i "lati oscuri" della personalità di Enrico: questo fu, secondo l'autore, «senza dubbio responsabile della crisi della regalità del suo tempo».

### Fonti primarie
- Johann Friedrich Böhmer, Teil 2: 1056–1125. Abt. 3: Die Regesten des Kaiserreiches unter Heinrich IV., 1056 (1050) – 1106 [Parte 2: 1056-1125. sezione 3: I regesti dell'Impero sotto Enrico IV, 1056 (1050) - 1106], in Tilman Struve (a cura di), Regesta Imperii. 3: Salisches Haus: 1024–1125. [Regesta Imperii. 3: La dinastia dei Salici: 1024-1125], Böhlau, Colonia et al., 1984, ISBN 3-412-07083-1.
- Dietrich Gladiss (parte 1 e 2) Alfred Gawlik (parte 3) (a cura di), Teil 1: Die Urkunden Heinrichs IV. 1056–1076; Teil 2: Die Urkunden Heinrichs IV. 1077–1106; Teil 3: Einleitung, Nachträge, Verzeichnisse [Parte 1: Le carte di Enrico IV 1056-1076; Parte 2: Le carte di Enrico IV 1077-1106; Parte 3: Introduzione, Supplementi, Indici], in D H IV: Die Urkunden Heinrichs IV. / Heinrici IV. Diplomata (MGH DD 6/1–3), Hannover, 1941 (parte 1), 1952 (parte 2), 1978 (parte 3).
- Quellen zur Geschichte Kaiser Heinrichs IV [Fonti sulla storia dell'imperatore Enrico IV], Ausgewählte Quellen zur deutschen Geschichte des Mittelalters [Fonti selezionate sulla storia tedesca del Medioevo], vol. 12a, Darmstadt, Wissenschaftliche Buchgesellschaft, 2006, ISBN 3-534-19876-X.
- Quellen zum Investiturstreit: Schriften über den Streit zwischen Regnum und Sacerdotium [Fonti sulla controversia delle investiture: scritti sulla disputa tra Regnum e Sacerdotium], Ausgewählte Quellen zur deutschen Geschichte des Mittelalters [Fonti selezionate sulla storia tedesca del Medioevo], vol. 12b, Darmstadt, Wissenschaftliche Buchgesellschaft, 1984.
- Lamberto di Hersfeld, Annali, a cura di Wolfgang Dietrich Fritz, traduzione di Adolf Schmidt, Ausgewählte Quellen zur deutschen Geschichte des Mittelalters [Fonti selezionate sulla storia tedesca del Medioevo], vol. 13, 4ª ed., Darmstadt, Wissenschaftliche Buchgesellschaft, 2000, ISBN 3-534-00176-1.
- Ian Stuart Robinson (a cura di), Cronache di Bertoldo di Reichenau e di Bernoldo di Costanza, traduzione di Helga Robinson-Hammerstein, Ausgewählte Quellen zur deutschen Geschichte des Mittelalters [Fonti selezionate sulla storia tedesca del Medioevo], vol. 14, Darmstadt, Wissenschaftliche Buchgesellschaft, 2002, ISBN 3-534-01428-6.
- Franz-Josef Schmale Schmale e Irene Schmale-Ott (a cura di), Frutolfs und Ekkehards Chroniken und die anonyme Kaiserchronik [Le cronache di Frutolfo ed Eccheardo e la cronaca imperiale anonima], traduzione di Franz-Josef Schmale Schmale e Irene Schmale-Ott, Ausgewählte Quellen zur deutschen Geschichte des Mittelalters [Fonti selezionate sulla storia tedesca del Medioevo], vol. 15, Darmstadt, Wissenschaftliche Buchgesellschaft, 1972, ISBN 3-534-01429-4.

### Letteratura generale
- (DE) Egon Boshof, Die Salier [I Salici], 5ª ed., Stoccarda, Kohlhammer, 2008,  pp. 159-264, ISBN 3-17-020183-2.
- (DE) Jörg Jarnut e Matthias Wemhoff, Vom Umbruch zur Erneuerung? Das 11. und beginnende 12. Jahrhundert. Positionen der Forschung [Dallo sconvolgimento al rinnovamento? L'XI e l'inizio del XII secolo. Posizioni della ricerca], Monaco di Baviera, Fink, 2006, ISBN 978-3-7705-4282-6.
- (DE) Hagen Keller, Zwischen regionaler Begrenzung und universalem Horizont. Deutschland im Imperium der Salier und Staufer 1024–1250 [Tra confini regionali e orizzonti universali. La Germania nell'impero dei Salici e degli Staufer 1024-1250], Berlino, Propyläen-Verlag, 1986, ISBN 3-549-05812-8.
- (DE) Johannes Laudage, Die Salier. Das erste deutsche Königshaus [I Salici. La prima casa reale tedesca], Monaco di Baviera, Beck, 2006, ISBN 3-406-53597-6.
- (DE) Jutta Schlick, König, Fürsten und Reich (1056–1159). Herrschaftsverständnis im Wandel [Re, principi e impero (1056-1159). Il cambiamento della concezione del governo], Stoccarda, Thorbecke, 2001.
- (DE) Bernd Schneidmüller e Stefan Weinfurter, Die deutschen Herrscher des Mittelalters. Historische Porträts von Heinrich I. bis Maximilian I [I sovrani tedeschi del Medioevo. Ritratti storici da Enrico I a Massimiliano I], Monaco di Baviera, Beck, 2003, ISBN 3-406-50958-4.
- (DE) Bernd Schneidmüller e Stefan Weinfurter, Salisches Kaisertum und neues Europa. Die Zeit Heinrichs IV. und Heinrichs V [L'impero dei Salici e la Nuova Europa. L'epoca di Enrico IV ed Enrico V], Darmstadt, Wissenschaftliche Buchgesellschaft, 2007, ISBN 3-534-20871-4.
- (DE) Hans K. Schulze, Hegemoniales Kaisertum. Ottonen und Salier [Un impero egemonico. Gli Ottoni e i Salici], collana Siedler Deutsche Geschichte. Das Reich und die Deutschen [Storia tedesca dei coloni. L'Impero e i tedeschi], vol. 3, Berlino, Severin & Siedler, 1991, ISBN 3-88680-307-4.
- (DE) Christoph Stiegemann e Matthias Wemhoff, Canossa 1077. Erschütterung der Welt [Canossa 1077. Una scossa per il mondo], Monaco di Baviera, Hirmer, 2006, ISBN 3-7774-2865-5.
- (DE) Tilman Struve, Salierzeit im Wandel. Zur Geschichte Heinrichs IV. und des Investiturstreites, Colonia, Böhlau, 2006, ISBN 3-412-08206-6.
- (DE) Stefan Weinfurter, Das Jahrhundert der Salier 1024–1125: Kaiser oder Papst? [Il secolo dei Salici 1024-1125: Imperatore o Papa?], Ostfildern, Thorbecke, 2006, ISBN 3-7995-0140-1.

### Monografie
- (DE) Gerd Althoff, Heinrich IV [Enrico IV], Darmstadt, Wissenschaftliche Buchgesellschaft, 2006, ISBN 3-534-11273-3.
- (DE) Gerd Althoff, Heinrich IV [Enrico IV], Ostfildern, Thorbecke, 2009, ISBN 978-3-7995-6869-2.
- (DE) Matthias Becher, Heinrich IV [Enrico IV], in Bernd Schneidmüller e Stefan Weinfurter, Die deutschen Herrscher des Mittelalters. Historische Portraits von Heinrich I. bis Maximilian I. (919–1519), Monaco di Baviera, Beck, 2003,  pp. 154-180, ISBN 3-406-50958-4.
- (DE) Mechthild Black-Veldtrup, Kaiserin Agnes (1043–1077), quellenkritische Studien, Colonia, Böhlau Verlag, 1995, ISBN 3-412-02695-6.
- (DE) Gerold Meyer von Knonau, Jahrbücher des Deutschen Reiches unter Heinrich IV. und Heinrich V [Annuari dell'Impero tedesco sotto Enrico IV ed Enrico V], Berlino, Bände, Duncker & Humblot, 1964.
- (EN) Ian Stuart Robinson, Henry IV of Germany, 1056-1106, Cambridge, Cambridge University Press, 2008, ISBN 978-05-21-54590-7.
- (DE) Monika Suchan, Königsherrschaft im Streit. Konfliktaustragung in der Regierungszeit Heinrichs IV. zwischen Gewalt, Gespräch und Schriftlichkeit [Il potere del re in discussione. La risoluzione dei conflitti durante il regno di Enrico IV tra violenza, dialogo e fonti], Stoccarda, Hiersemann, 1997, ISBN 3-7772-9721-6.